# Joseph Goebbels
Paul Joseph Goebbels (Rheydt, 29 de octubre de 1897-Berlín, 1 de mayo de 1945) fue un político alemán que ocupó el cargo de ministro para la Ilustración Pública y Propaganda del Tercer Reich entre 1933 y 1945. Uno de los colaboradores más cercanos de Adolf Hitler, Goebbels era conocido por su talento como orador, su profundo antisemitismo y su respaldo a una discriminación racial cada vez más severa —que, entre otras cosas, acabaría dando lugar al genocidio de los judíos en el llamado Holocausto—.
Obtuvo su doctorado en Filología Germánica en la Universidad de Heidelberg en 1921, pero su sueño era ser escritor, algo que expresó muchas veces en su diario personal. Se unió al Partido Nacionalsocialista Obrero Alemán (NSDAP) en 1924 y trabajó para Gregor Strasser en el capítulo norte. Fue nombrado Gauleiter (jefe de distrito) de Berlín en 1926, donde comenzó a interesarse en la propaganda como herramienta de promoción del partido y su programa. En 1933, después de que los nazis se consolidaran en el poder, su Ministerio de Propaganda se apoderó rápidamente de la supervisión de los medios de comunicación, las artes y la información en el país. Se sintió atraído por los medios de comunicación relativamente nuevos, como la radio y el cine, con fines propagandísticos. Entre los temas de difusión estaban el antisemitismo, enfrentamientos con congregaciones cristianas y, después del inicio de la Segunda Guerra Mundial, conformación de la moral alemana.
En 1943 presionó a Hitler para introducir medidas destinadas a una «guerra total», como el cierre de los negocios «no esenciales» para el esfuerzo de guerra, el reclutamiento de mujeres en la fuerza laboral y de hombres en ocupaciones previamente exentas en la Wehrmacht. Tras los eventos del 20 de julio de 1944, Hitler lo nombró «plenipotenciario para la guerra total» (Generalbevollmächtigten für den totalen Kriegseinsatz), cargo con el que emprendió medidas, mayoritariamente infructuosas, para aumentar el número de personas disponibles para la Wehrmacht y la producción de armamentos. Pronunció un elocuente discurso sobre la guerra total en el Palacio de los Deportes de Berlín, justo cuando los éxitos iniciales del Tercer Reich durante la Segunda Guerra Mundial dieron paso a las sucesivas derrotas que condujeron a la caída del régimen.
A medida que la guerra llegaba a su fin y Alemania se enfrentaba a la derrota, se trasladó junto con su esposa Magda y sus hijos a Berlín. El 22 de abril de 1945 se mudaron al Vorbunker subterráneo, parte del refugio antiaéreo del Führer. Hitler se suicidó el 30 de abril y, de acuerdo con su testamento, Goebbels le sucedió como canciller del Reich (Reichskanzler). Al día siguiente, ante la inminente derrota alemana, se suicidó junto a su esposa tras envenenar a sus seis hijos.
Sus adversarios políticos lo consideraron un temido demagogo y agitador de masas. Esta reputación comenzó después de la refundación del NSDAP, cuando Goebbels organizó disturbios y enfrentamientos en las calles contra los comunistas en Berlín. El uso de discursos vívidos y manifestaciones públicas violentas lograron aumentar el número de seguidores del partido. Su impacto en la vida cultural fue considerable, ya que con su ministerio construyó o destruyó la carrera artística de muchos alemanes. Las personas que tuvieron contacto personal con él afirmaron que tenía un carácter antipático e irresoluto, aunque estaba obsesionado por recibir el respeto de sus colegas. El historiador Peter Longerich, autor de Goebbels. Biographie (2010), cuestiona su amistad íntima con Hitler y asegura que se trata de una figura sobrevalorada, pues su importancia en el seno del régimen nazi era menor porque no lo tomaban en cuenta en algunas de las grandes decisiones, y que no era el «gran propagandista» que aparentaba. Según Longerich, Goebbels padecía «un trastorno narcisista de la personalidad que le hacía buscar adictivamente el reconocimiento y el elogio», lo que explicaría su «casi absoluta devoción a Hitler, su obsesión con su propia imagen y el hecho de que pasara una considerable parte de tiempo enzarzado en largas batallas contra sus competidores en el entorno de Hitler». Goebbels fue uno de los principales instigadores de actos antisemitas y uno de los pocos líderes nazis en mencionar públicamente el genocidio judío.

## Infancia y juventud

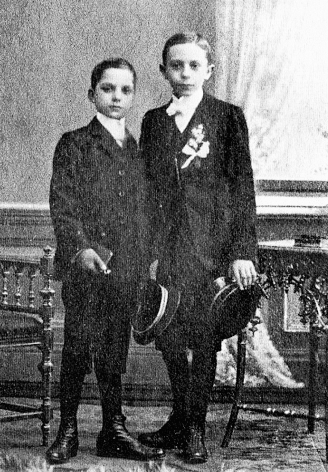
Joseph Goebbels fotografiado en su primera comunión (1910).

Nació el 29 de octubre de 1897 en el seno de una familia católica de Rheydt, una ciudad industrial al sur de Mönchengladbach, Alemania. Era hijo de Friedrich Goebbels, quien había trabajado en la fábrica de pabilos Vereinigten Dochtfabriken GmbH y luego como contador, y Katharina Maria Odenhausen, de origen neerlandés y que antes de casarse había trabajado en una granja. Los antepasados de Goebbels eran campesinos y vivieron en el territorio comprendido entre Aquisgrán, Colonia y Mönchengladbach; su abuela materna (Johanna Maria Gervers) era oriunda de la provincia neerlandesa de Limburgo. Tuvo cinco hermanos: Konrad (1893-1947), Hans (1895-1949), Maria (1896-1896), Elisabeth (1901-1915) y Maria Katharina (1910-1949); esta última se casó con el cineasta alemán Max Wilhelm Kimmich en 1938. En 1932, Joseph Goebbels publicó un folleto de su árbol genealógico para refutar los rumores de que su abuela materna tenía raíces judías.
Su infancia estuvo marcada por la tensa situación económica de su familia. Con el fin de mejorar sus ingresos, los miembros del hogar trabajaron en distintos empleos domésticos. Goebbels padeció de mala salud: enfrentó una larga lucha contra una inflamación pulmonar y su pie derecho era zambo, deformidad derivada de una infección ósea a los cuatro años. Esto último provocó que estuviera curvado hacia adentro y con un grosor y longitud menores que su pie izquierdo. Se sometió a una operación para corregirlo antes de comenzar la escuela primaria, pero fue fallida. Llevaba un aparato ortopédico de metal y zapatos especiales porque su pierna más corta le provocaba cojera al caminar. Debido a esto, fue ridiculizado por sus adversarios políticos años después. Goebbels quiso participar como soldado en la Primera Guerra Mundial, pero fue rechazado en el ejército debido a su discapacidad. Más tarde, se presentaba a sí mismo como un veterano de ese conflicto y su discapacidad como una herida de guerra.
Junto a sus hermanos, estudió en el gymnasium cristiano Städtische Oberrealschule mit Reformgymnasium, donde aprobó su Abitur —examen de ingreso a la universidad— en marzo de 1917. Aprendió a tocar el piano e interpretó varios conciertos en su escuela. Era el estudiante más sobresaliente de su clase y le concedieron el honor de dar un discurso en la ceremonia de graduación; su composición estaba cargada de patriotismo. Aunque Goebbels se había interesado en cursar teología católica y contaba con el auspicio de una institución católica, abandonó esa idea después de un breve internado franciscano en Kerkrade, lo que decepcionó a sus padres; en su lugar, estudió germanística, historia y filología clásica en las universidades de Bonn, Wurzburgo, Friburgo, Múnich, Colonia, Fráncfort, Berlín y Heidelberg. Estuvo becado por la Albertus-Magnus-Verein («Asociación Alberto Magno»), que promovía a estudiantes católicos; por recomendación de su exprofesor, el padre Mollen, el 22 de mayo de 1917 Goebbels se unió a la Verband der Wissenschaftlichen Katholischen Studentenvereine Unitas (W.K.St.V.), una federación de estudiantes católicos con sucursal en la Universidad de Bonn, donde Goebbels comenzó sus estudios universitarios.
Los historiadores —como Richard J. Evans, Roger Manvell y Gerhard Besier— especulan que su obsesión por las mujeres pudo haber sido la manera con la que compensó su discapacidad física y la imagen desagradable que tenía de sí mismo. En 1918 siguió a su amigo y compañero de piso Karl-Heinz Kölsch a Friburgo, en donde conoció a Anka Stalherm, una estudiante de Derecho tres años mayor que él y miembro de una familia acaudalada; se enamoraron y decidieron trasladarse a Wurzburgo para continuar con sus estudios. Los padres de Stalherm estuvieron en contra de la relación y, en 1920, luego de mudarse a Múnich, la pareja se separó. La ruptura llenó a Goebbels de pensamientos suicidas. Entre 1919 y 1921 escribió una novela semiautobiográfica, Michael: ein deutsches Schicksal in Tagebuchblättern (que originalmente había titulado como Michael Voormanns Jugendjahre), una obra dividida en tres tomos. Según el biógrafo Peter Longerich, Goebbels sentía que con esta novela estaba escribiendo su «propia historia» o, como indica Joachim Fest, el «deseo frustrado de entrar en el ejército». Posiblemente, los comentarios antisemitas y sobre un líder carismático pudieron haber sido añadidos por el propio autor poco antes de la publicación del libro en 1929 por Eher-Verlag, la editorial del Partido Nacionalsocialista Obrero Alemán (NSDAP).
Goebbels experimentaba una crisis de identidad desde el final de la Primera Guerra Mundial. Comenzó a distanciarse del catolicismo y decidió renunciar a su afiliación en la W.K.St.V., en la que había estado activo en Bonn, Friburgo y Wurzburgo. En esta época, un joven anarquista llamado Richard Flisges, a quien Goebbels conocía desde la infancia, tuvo una influencia especial sobre él, ya que lo introdujo en las doctrinas y los autores del comunismo. Goebbels empezó a leer a muchos escritores, en especial a Fiódor Dostoyevski, Oswald Spengler y Houston Stewart Chamberlain, un autor alemán de origen británico cuya obra Los fundamentos del siglo XIX (1899) fue uno de los libros canónicos de la extrema derecha alemana. Por sugerencia de Flisges, también comenzó a estudiar la «cuestión social» y las obras de Marx, Engels, Luxemburg, Bebel y Noske. Se interesó en el socialismo cuando, en 1919, el estudiante y activista anticomunista y antisemita Anton von Arco auf Valley asesinó al ministro presidente del Estado Libre de Baviera, Kurt Eisner, miembro del izquierdista USPD. En esa época presenció y admiró la violenta reacción nacionalista contra el intento de revolución comunista en Baviera y una posible «revolución roja en la región del Ruhr» durante el golpe de Estado de Kapp (Kapp-Putsch). Como parte de su pensamiento en esta etapa, glorificaba a los trabajadores y quería sentirse íntimamente conectado con ellos; su rencor era hacia los «burgueses», no solo al capitalista, sino también al pequeño burgués. Le gustaban los comunistas por su fervor revolucionario y su odio a la burguesía y repudiaba la socialdemocracia y el liberalismo. Con el tiempo, concluyó que la orientación internacional del comunismo era divisiva y, como alternativa, tenía la intención de establecer un «socialismo nacional».

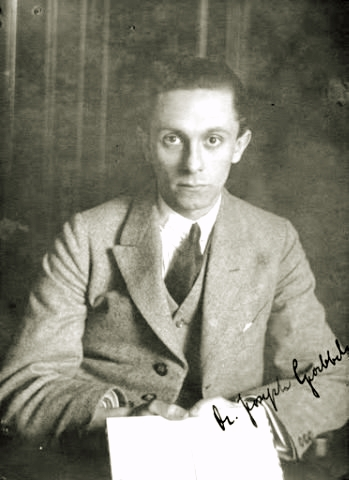
Retrato de su graduación en Heidelberg, a los 24 años.

En la Universidad de Heidelberg escribió su tesis doctoral sobre Wilhelm von Schütz, un dramaturgo romántico del siglo XIX. Tenía pensado trabajar en su tesis bajo la dirección del historiador literario Friedrich Gundolf. Gundolf era de origen judío, aunque a Goebbels esto no pareció incomodarle; en ese momento Gundolf no estaba ejerciendo la docencia, por lo que le recomendó a su profesor adjunto, Max von Waldberg, también judío. Este último le recomendó escribir la tesis sobre Schütz, la que tituló Wilhelm von Schütz als Dramatiker: ein Beitrag zur Geschichte des Dramas der Romantischen Schule. Después de la presentación de la tesis y pasado su examen oral, obtuvo su doctorado (Dr. phil.) en 1921.
Regresó a Rheydt con la esperanza de convertirse en un escritor reconocido. Empezó trabajando como tutor privado y como periodista en el periódico local, Westdeutsche Landeszeitung. Durante ese tiempo, sus escritos reflejaban su creciente antisemitismo y desagrado hacia la cultura moderna. En el verano de 1922 comenzó una relación amorosa con Else Janke, una maestra de escuela e hija de madre judía y padre cristiano. Aunque los padres apoyaron a Goebbels espiritual y materialmente, la relación no se desarrolló debido a muchas discrepancias. Goebbels escribió en su diario que se habría casado con ella si no fuera «mestiza» (Halbblüter) y que «el encanto [de la relación] se arruinó» cuando Janke le contó su origen. Sin embargo, continuaron reuniéndose hasta 1927 cuando fue nombrado Gauleiter en Berlín. En los siguientes años trató de convertirse en un prolífico autor. En su diario, que empezó a redactar en 1923 y continuó durante el resto de su vida, siempre mencionaba su deseo de ser escritor. Los escasos ingresos de sus obras literarias le obligaron a aceptar puestos como corredor de bolsa o empleado del Dresdner Bank en Colonia, un trabajo que detestaba. Fue despedido del banco en agosto de 1923 luego de siete meses de trabajo y regresó a Rheydt, aunque durante mucho tiempo lo ocultó a sus padres. Goebbels envió su currículum a los periódicos Vossische Zeitung y Berliner Tageblatt, pero ambos rotativos no lo contrataron. Los editores en jefe de esos periódicos eran judíos y rechazaron aproximadamente cincuenta artículos de muestra que Goebbels envió; posiblemente esta fue una de las causas de su resentimiento a los judíos, quienes, según Goebbels, «dominaban la cultura», «no apreciaban» su trabajo y no le permitían «hacer lo que le gustaba».
Según Longerich, las notas del diario de Goebbels desde finales de 1923 hasta principios de 1924 reflejan a un hombre aislado y preocupado por temas «religiosos y filosóficos» y que carecía de una dirección clara. Las notas de mediados de diciembre de 1923 en adelante indican que Goebbels empezaba a simpatizar con el movimiento nacionalista völkisch. Ulrich Höver afirma que Goebbels se enfrentaba con una «increíble variedad de ideas», una de las cuales parecía ofrecer una salida al «caos» de esa época (Chaos der Zeit). No tenía una cosmovisión clara, en la que se pudiera encontrar «paz y plenitud», y no hallaba al «genio poderoso» (starke Genie) que le señalaría sus «nuevos objetivos». El historiador Ralf Georg Reuth indica que la desesperación y angustia condujeron a Goebbels a un odio profundo hacia la sociedad, que supuestamente se sometía al «materialismo desalmado» (seelenlosen Materialismus) y el judaísmo.

## Activismo nazi

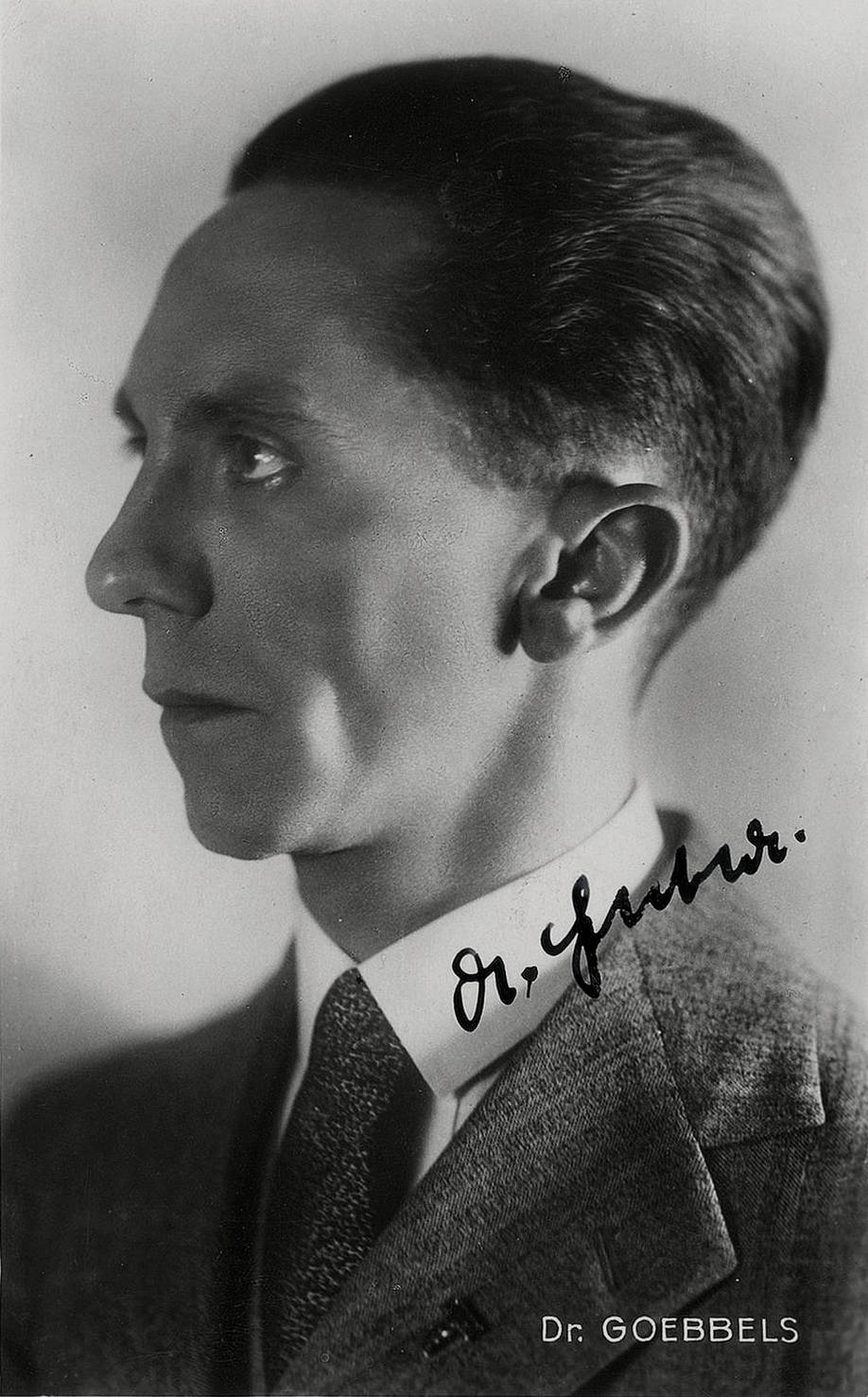
Postal autografiada emitida por la propaganda nazi.

Goebbels se interesó por Adolf Hitler y el nazismo en 1924; sus primeros contactos con el NSDAP ocurrieron un año antes durante la campaña de resistencia a la ocupación francesa del Ruhr (Ruhrbesetzung), en la que conoció a integrantes del movimiento nazi, entonces prohibido. En febrero de 1924 se celebró el juicio contra Hitler, acusado de alta traición en su intento fallido de hacerse con el poder en Múnich entre el 8 y 9 de noviembre de 1923 —evento que llegó a ser conocido como el Putsch de la cervecería—. El juicio fue mediático y concedió a Hitler una plataforma para difundir su discurso nacionalista. Aunque fue condenado a cinco años de prisión, se benefició de una amnistía general para prisioneros políticos y el Tribunal Supremo de Baviera ordenó su liberación el 20 de diciembre de 1924, ocho meses después.
En agosto de ese año, Goebbels asistió al congreso fundacional del Nationalsozialistischen Freiheitsbewegung Großdeutschlands (lit., «Movimiento Nacionalsocialista de Liberación de la Gran Alemania») en Weimar, en el que se reunieron diversas organizaciones del NSDAP que se habían distanciado luego del fracaso del Putsch y la prohibición del partido. Sintió simpatía por el programa político, en especial por el carisma del principal orador, Hitler. El 25 de febrero de 1925 Goebbels se unió al NSDAP y, el 22 de marzo, se convirtió en el socio número 8762, aunque después este número fue cambiado a 22 por decisión de la cúpula del partido.
A finales de 1924 ofreció sus servicios a Karl Kaufmann, quien era Gauleiter —líder de distrito del NSDAP— para el Distrito del Rin-Ruhr. Kaufmann lo puso en contacto con Gregor Strasser, un organizador del partido en el norte de Alemania, quien lo contrató para trabajar en su semanario Völkische Freiheit en Elberfeld y como secretario para las oficinas regionales del partido. También colaboró como orador y representante del Partido Nazi en Renania-Westfalia. En agosto de 1925 participó como editor del Nationalsozialistischen Briefe, por recomendación de Strasser y con un salario mensual de 150 marcos. Los miembros del capítulo norte bajo el mando de Strasser tenían una perspectiva más socialista que el grupo de Hitler en Múnich. Strasser no respaldaba muchos aspectos de la plataforma ideada por Hitler y, en noviembre de 1926, empezó a trabajar en una revisión. En agosto de 1925, Goebbels publicó una carta abierta a sus «amigos de la izquierda» en la que los instaba a la unidad entre socialistas y nazis contra los capitalistas: «Estamos peleando entre nosotros aunque realmente no somos enemigos», escribió. Goebbels pudo hablar personalmente con Hitler en una reunión en Brunswick (6 de noviembre). En su diario anotó: «Este hombre tiene todo para ser rey. Nacido del pueblo. El próximo dictador». Poco después, el 22 de noviembre de 1925, Strasser fundó la Arbeitsgemeinschaft der nord- und nordwestdeutschen Gaue der NSDAP (lit., «asociación laboral de los Gau del norte y noroeste del NSDAP»; abreviada Arbeitsgemeinschaft Nordwest) y Goebbels contribuyó decisivamente en la redacción de su programa político, por lo que se alejó considerablemente de las ideas de Hitler.
Hitler consideró que las acciones de Strasser constituían una amenaza a su autoridad y convocó a sesenta Gauleiter y líderes del partido, incluyendo a Goebbels, a una conferencia especial en Bamberg (14 de febrero de 1926), en el Gau de Strasser en Franconia, donde dio un discurso de dos horas repudiando el nuevo programa político de Strasser. Hitler se opuso a las inclinaciones socialistas del grupo del norte y afirmó que eso significaría la «bolchevización política de Alemania». Dijo que «no habría príncipes, solo alemanes», que existiría un régimen legal sin un «sistema judío de explotación... [que] saquea nuestros pueblos» e insistió en que el futuro estaría garantizado por la adquisición de la tierra, no a través de la «expropiación de propiedades de la antigua nobleza», sino mediante la colonización de territorios al este del país. Goebbels se impresionó por las explicaciones de Hitler de que el socialismo era una «creación judía» y que la propiedad privada no sería expropiada por el futuro gobierno de los nazis. Aunque Goebbels glorificaba Mi lucha, mantenía diferencias ideológicas. «Ya no creo plenamente a Hitler. Eso es lo terrible: mi apoyo interior se desvanece», escribió en su diario. En un mitin del partido en Königsberg (19 de febrero), Goebbels dio un discurso titulado «¿Lenin o Hitler?» (publicado como Lenin oder Hitler?: eine Rede) en el que afirmaba que el comunismo o marxismo no salvaría al pueblo alemán, pero creía que en Rusia se levantaría un «verdadero Estado nacionalista y socialista».
En abril de 1926, con la esperanza de ganarse a la oposición, Hitler organizó reuniones en Múnich con tres líderes del Gau del Gran Ruhr: Kaufmann, Franz Pfeffer von Salomon y Goebbels. Según su diario, Goebbels se asombró cuando Hitler mandó a recogerlos en su coche para reunirse con ellos en la estación de tren. Esa tarde, ambos pronunciaron discursos en un acto en una cervecería. Al día siguiente, en una cena en Bürgerbräukeller, Hitler ofreció una reconciliación a los tres hombres y los animó a dejar de lado sus diferencias; asimismo, ratificó a Goebbels en su cargo de líder en el Gran Ruhr y lo elogió por su «nueva visión» sobre la «cuestión social», pero le advirtió que debía sopesar su apoyo a Strasser si deseaba algún liderazgo en el partido. El historiador Ian Kershaw señaló que Goebbels se «rindió completamente» ante esas palabras y ofreció a Hitler su lealtad absoluta: «Lo adoro... Ha pensado en todo [lo que quiero]», escribió en su diario. «Una mente brillante como esa debe ser mi líder. Me inclino ante el más grande, el genio político». Más tarde añadió: «Adolf Hitler, te amo porque eres grande y sencillo al mismo tiempo. Lo que alguien llamaría genio». A pesar de esta «conversión», Goebbels continuó vacilando con sus principios anteriores y su adaptación ideológica estuvo influenciada por los acontecimientos posteriores. Como resultado de las reuniones de Bamberg y Múnich, el nuevo proyecto de programa político de Strasser perdió simpatizantes. Así pues, el Programa Nacionalsocialista original de 1920 quedó inalterable y la posición de Hitler como líder del partido salió reforzada.

## Propagandista en Berlín

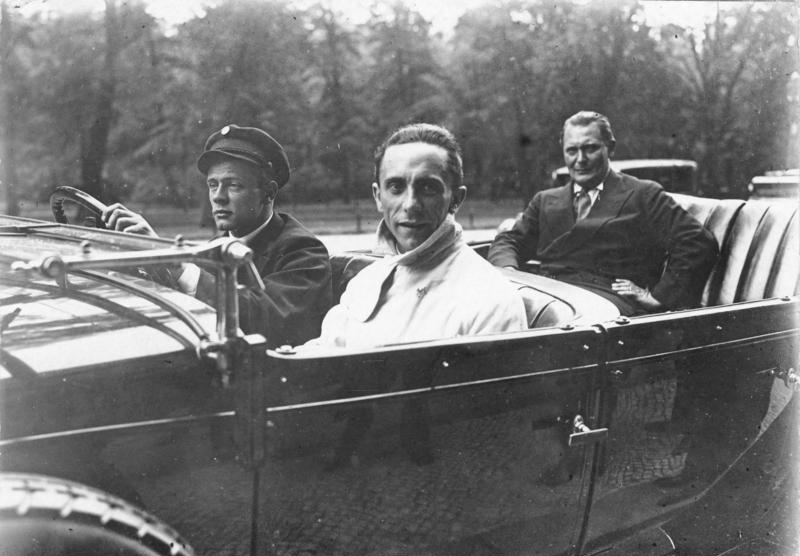
Goebbels (en primer plano) y Hermann Göring en Berlín (1930).

Ante la invitación de Hitler, Goebbels participó como orador en las reuniones del partido en Múnich y en el congreso anual del NSDAP de 1926, celebrado en Weimar. Para el evento del año siguiente estuvo involucrado en la planificación por primera vez; junto a Hitler organizó el mitin para su filmación. Los elogios por el buen desempeño en estos eventos hicieron que Goebbels adaptara sus ideas políticas para coincidir con las de Hitler y admirarlo e idolatrarlo mucho más.

### Gauleiterde Berlín
En agosto de 1926 fue nominado para el puesto de Gauleiter del partido para la sección de Berlín-Brandeburgo. Viajó a la capital a mediados de septiembre y en octubre aceptó el cargo. El plan de Hitler era dividir y disolver el grupo noroccidental de Gauleiter al que Goebbels había servido bajo las órdenes de Strasser. Hitler le dio una gran autoridad sobre la zona, lo que le permitió determinar el rumbo de la organización y liderazgo del Gau. Goebbels tomó el control de la sección local de las Sturmabteilung (SA) y Schutzstaffel (SS) y respondía únicamente a Hitler. La afiliación al partido era de aproximadamente 1000 personas cuando Goebbels llegó, pero él lo redujo a un grupo de 600 y conservó a los miembros más activos y prometedores. Para recaudar fondos, instituyó cuotas de afiliación y comenzó a cobrar la admisión a las reuniones del partido. Consciente del importancia de la publicidad tanto positiva como negativa, provocó combates en cervecerías y peleas callejeras, así como ataques violentos contra el Partido Comunista de Alemania (KPD). Ya en junio había escrito: «El poder del Estado comienza en la calle. Cualquiera que pueda conquistar la calle también puede conquistar el Estado»; quería usar «el terror y la brutalidad» y así «derrocar al Estado». Goebbels adaptó nuevas técnicas de publicidad comercial a la esfera política, incluyendo el uso de lemas atrayentes y mensajes subliminales. Tuvo nuevas ideas para el diseño de pósteres, como el uso de letras grandes, tinta roja y encabezados crípticos que alentaban al lector a examinar la letra pequeña para encontrar el significado.

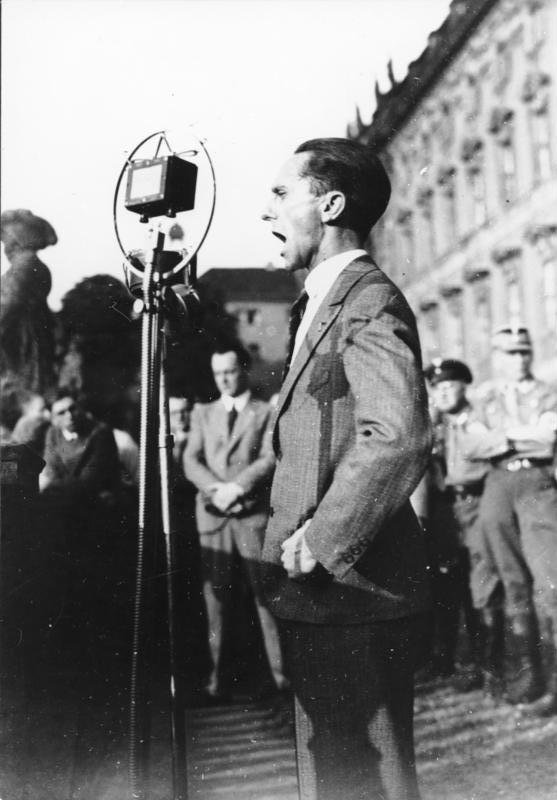
Goebbels en un mitin político celebrado en 1932. Con esta postura, con los brazos en las caderas, tenía la intención de mostrar su autoridad a la audiencia.

Al igual que Hitler, practicaba sus habilidades para hablar en público delante de un espejo. Las reuniones eran precedidas por marchas ceremoniales y cantos y eran decoradas con banderas del partido. Su entrada, casi siempre tarde, estaba programada para lograr el mayor impacto emocional. Por lo general, sus discursos eran planeados meticulosamente con antelación y el uso de gestos e inflexión de la voz se coreografiaba y planificaba previamente, pero también era capaz de improvisar y adaptar su presentación para obtener un mejor acercamiento con los espectadores. Mientras la declamación de Hitler era ronca y apasionada, la de Goebbels era serena, sarcástica e, incluso, humorística; también era experto en soltar insultos e insinuaciones o desplegar un arrebato retórico si la ocasión lo ameritaba. En sus escritos exigía a sus seguidores un cambio ideológico profundo y una disposición de sacrificio para «destruir el poder del capitalismo y el judaísmo»; de esta manera, añadía, «terminaría la lucha de clases» y «los alemanes serían libres». «Berlín necesita sensaciones, como los peces el agua. Esta ciudad las exige y cualquier propaganda política no alcanzará su objetivo si no logra entenderla», escribió en su diario. Goebbels entendió que requería atraer atención a toda costa. El 16 de noviembre de 1926 fundó una escuela de oratoria porque, en su opinión, tanto el fascismo como el bolchevismo se formaron principalmente gracias a grandes oradores. Más tarde, Goebbels declaró que las «ideas» eran un requisito previo para cualquier propaganda y consideró que solo era necesaria una presentación breve y accesible. «Nunca encontrarás millones de personas que darán sus vidas por un libro. Nunca encontrarás millones de personas que darán sus vidas por un programa económico... pero millones de personas algún día estarán listas para perecer por el evangelio», sentenció. Los eventos de propaganda organizados por Goebbels se centraron en las emociones y los instintos de los oyentes. Para febrero de 1926, su posición como Gauleiter estaba consolidada.
La táctica de Goebbels consistió en el uso de la provocación para atraer la atención al NSDAP, mítines y manifestaciones públicas violentas. El jefe de las SA en Berlín, Kurt Daluege, le animó a expandir esa estructura paramilitar, que en ese momento estaba disfrazada como un «departamento de deportes» del partido. Pronto, este grupo armado fue capacitado para combates en auditorios y calles, sobre todo contra el Roter Frontkämpferbund de los comunistas. Esto llevó a la policía de Berlín a prohibir el NSDAP en la ciudad el 5 de mayo de 1927, pero los incidentes violentos continuaron; por ejemplo, se reportó que había jóvenes nazis atacando judíos al azar en las calles. Las autoridades sometieron a Goebbels a una prohibición para hablar en público hasta finales de octubre de 1927. Mientras cumplía su pena, fundó el periódico Der Angriff como instrumento de propaganda para la zona de Berlín y alrededores; era un periódico de tono agresivo, con una presentación moderna y de línea editorial anticomunista y antisemita. La publicación competía dentro del NSDAP con el Völkischer Beobachter en Múnich y el Berliner Arbeiterzeitung, el semanario de los hermanos Otto y Gregor Strasser. La circulación del Der Angriff empezó con 2000 ejemplares; para octubre de ese año vendieron 4500 copias. Entre los temas favoritos del periódico estaban las calumnias al subjefe de la Policía de Berlín, Bernhard Weiß, de ascendencia judía. Goebbels le puso como apodo despectivo «Isidor» y lo sometió a una campaña implacable de hostigamiento, junto al resto de los judíos, para provocar medidas represivas de los cuerpos de seguridad que luego pudiera aprovechar. Contrató a varios caricaturistas, entre ellos Hans Schweitzer, para dibujar mofas de Weiß y otros políticos de la República de Weimar.
Por segunda vez, Goebbels trató de entrar en el mundo literario con la publicación de una versión revisada de su libro Michael y la producción infructuosa de dos de sus obras de teatro (Der Wanderer y Die Saat); este fue su intento final para entrar en la dramaturgia, ya que todos los periódicos, excepto Der Angriff, criticaron duramente las obras. En esta etapa en Berlín tuvo muchas relaciones con mujeres, incluyendo su antigua novia Anka Stalherm, quien ya estaba casada y con un niño pequeño. Goebbels intentó de revivir esa relación, pero cuando perdió el interés en ella se buscó a otra persona. En esos años le preocupaba demasiado si una relación de compromiso pudiera interferir con su carrera.

### Elecciones federales de 1928
La prohibición sobre el NSDAP terminó a principios de 1928, justo a tiempo para las elecciones al Reichstag, celebradas el 20 de mayo. El NSDAP perdió casi 100 000 votantes y solo ganó el 2.6 % de los votos a nivel nacional. Los resultados en Berlín fueron peores, pues solo alcanzaron el 1.4 % de los votos. Goebbels fue uno de los doce miembros del NSDAP que ganó un escaño en el Reichstag, lo que le otorgaba inmunidad para una larga lista de cargos pendientes, incluyendo una sentencia de tres semanas en prisión que recibió en abril por insultar al subjefe Weiß. En Der Angriff se burló de esa institución, que encontró «lista para la destrucción»:

Wir haben nichts mit dem Parlament zu tun. Wir lehnen es innerlich ab und stehen auch nicht an, dem nach außen hin kräftig Ausdruck zu verleihen. [...] Ich bin kein Mitglied des Reichstages. Ich bin ein IdI. Ein IdF. Ein Inhaber der Immunität, ein Inhaber der Freifahrtkarte. (Ein IdI) beschimpft das ‚System‘ und empfängt dafür den Dank der Republik in Gestalt von siebenhundertfünfzig Mark Monatsgehalt.
No tenemos nada que ver con el Parlamento. Lo rechazamos internamente y no estamos en un estado de rebelión. [...] No soy miembro del Reichstag. Soy un adg. [...] Un titular de inmunidad, un agraciado de boleto gratis. (Un adg) insulta al «sistema» y recibe el agradecimiento de la República en forma de setecientos cincuenta marcos de salario mensual.

Goebbels se presentó el 10 de julio con una diatriba y recibió una reprimenda del vicepresidente del Reichstag y la deseada cobertura de prensa; de lo contrario, le importaba poco el Parlamento, pues casi nueve meses después tomó la palabra nuevamente. Desde 1930 era reelegido para la circunscripción de Berlín en Reichstag en cada elección durante los regímenes de Weimar y nacionalsocialista.
Gregor Strasser, desde su periódico Berliner Arbeiterzeitung, fue un enérgico crítico de los errores de Goebbels en atraer el voto de las ciudades. Sin embargo, el partido en conjunto tuvo éxito en las zonas rurales, ya que consiguió el 18 % de los votos en algunas regiones. Esto se debió, en parte, porque Hitler había dicho públicamente antes de la elección que el Punto 17 de su programa político —sobre la expropiación de tierras sin indemnización— se aplicaría únicamente a los «especuladores judíos» y no a los terratenientes privados. Luego de la elección, el partido reorientó sus esfuerzos para atraer más votos del sector agrícola. En mayo de 1928, Hitler consideró nombrar a Goebbels director de propaganda del partido, pero tuvo dudas porque le preocupaba que la destitución de Strasser en ese puesto podría conducir a una división del partido. Goebbels se consideraba apto para la posición y comenzó a formular ideas sobre cómo la propaganda podría ser utilizada en las escuelas y los medios de comunicación.

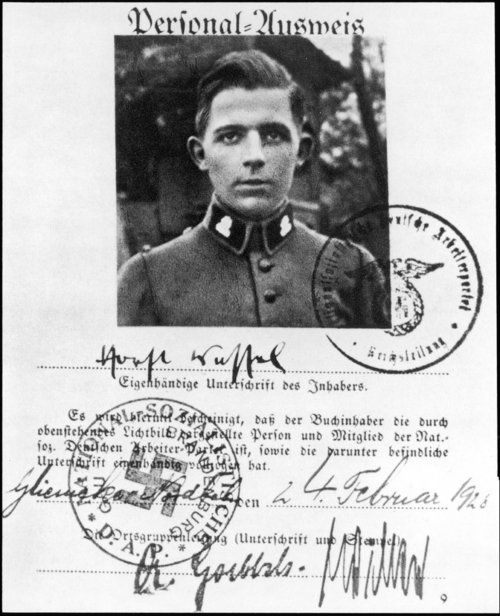
Goebbels empleó la muerte de Horst Wessel en su guerra propagandística contra los «degenerados y subhumanos comunistas». En la imagen, la tarjeta de membresía de Wessel en el NSDAP, firmada por el propio Goebbels.

Desde mayo de 1929, los enfrentamientos entre comunistas y SA han sido cada vez más frecuentes, alimentados por la propaganda de ambos bandos. Goebbels llamó a sus oponentes «estentóreos y furiosos subhumanos», «animales que escupen veneno», que debían ser «erradicados» y «destruidos». En septiembre estuvo a punto de recibir un disparo en una riña callejera, pero la bala alcanzó al conductor de su automóvil. Al año siguiente, el 14 de enero de 1930, el jefe de una sección de las SA, Horst Wessel, fue tiroteado por dos miembros del KPD, en medio de la violencia entre nazis y comunistas. Murió en el hospital un mes después. Goebbels lo convirtió en mártir del movimiento nazi y declaró que una marcha compuesta por Wessel, Die Fahne Hoch, sería el himno del Partido Nacionalsocialista Obrero Alemán y la rebautizó como Horst-Wessel-Lied.
En diciembre de 1930, se estrenó la película estadounidense Sin novedad en el frente, adaptación la novela antibelicista homónima de Erich Maria Remarque, a la que la extrema derecha se opuso ferozmente porque mostraba la inutilidad y horror de la guerra. Goebbels envió a sus simpatizantes a boicotear la proyección y atacar a los judíos que asistían a verla. En los días siguientes, iniciaron manifestaciones de protesta que degeneraron en batallas callejeras con la policía. La película fue finalmente prohibida por «poner en peligro el prestigio alemán», que Goebbels percibió como un gran éxito.

### La Gran Depresión
La Gran Depresión afectó al país y en 1930 se produjo un aumento drástico del desempleo. Goebbels estaba preocupado por los planes de los hermanos Otto y Gregor Strasser de publicar un periódico en Berlín, que compitiese con Der Angriff, y necesitaba del apoyo financiero de Hitler para evitarlo, pero en este momento dudaba de sus cualidades de liderazgo, pues, en enero de 1930, señaló: «Hitler, como de costumbre, no vuelve a tomar una decisión. Es como bromear con él. [...] El propio Hitler no funciona lo suficiente. Ese no es el camino a seguir. Y no tiene el valor de tomar decisiones. Ya no conduce». Cuando Goebbels estuvo en Múnich a fines de ese mes, Hitler le prometió la Dirección de Propaganda del NSDAP (Reichspropagandaleitung der NSDAP), por lo que cómodamente regresó a la capital. No obstante, en marzo salió a circulación el nuevo periódico de los Strasser, el Nationaler Sozialist, que, al igual que sus otros rotativos, difundía el nazismo, nacionalismo, anticapitalismo, reforma social y antioccidentalismo profesado por los hermanos. Goebbels criticó con vehemencia que el éxito que sus periódicos habían tenido en Berlín estaba siendo «empujado a la pared» y que los Strasser estaban rivalizando con las propuestas de Hitler en los artículos del Nationaler Sozialist. Lleno de rencores, publicó en una editorial: «Hitler ha roto su palabra cuatro veces solo en este asunto. Ya no le creo. [...] ¿Cómo será cuando tenga que ejercer de dictador en Alemania?». El conflicto permaneció en papel, ya que Goebbels siguió activo en su cargo de Gauleiter y orador en eventos masivos.
A finales de abril de 1930, Hitler declaró firmemente su oposición a Gregor Strasser y nombró a Goebbels director de propaganda del NSDAP. Uno de sus primeros actos fue prohibir la edición vespertina del Nationaler Sozialist y tomar el control de otros periódicos nazis de tirada nacional, entre ellos el boletín oficial del partido, el Völkischer Beobachter. El 3 de julio se anunció que Otto Strasser y sus partidarios abandonaban el NSDAP. Según Longerich, Goebbels se alivió cuando recibió la noticia de que la «crisis» con los Strasser había terminado y se alegró de que su antiguo jefe había perdido su poder. Der Angriff cambió la frecuencia de tirada de dos veces por semana, en octubre de 1929, a cada día por la tarde, desde el 1 de noviembre. También aumentó la impresión de 80 000 (marzo de 1930) a 110 000 copias (julio de 1932), pero en estos años tuvo problemas de financiación y prohibiciones de circulación.
El 27 de marzo de 1930, el rápido deterioro de la economía provocó que se disolviera la coalición de gobierno elegida en 1928. Se constituyó un nuevo Gabinete y Paul von Hindenburg utilizó su poder presidencial para gobernar por decreto y nombró canciller a Heinrich Brüning. Goebbels se hizo cargo de la campaña nacional del NSDAP para las elecciones al Reichstag convocadas el 14 de septiembre de 1930. Se llevó a cabo a gran escala, con miles de reuniones y conferencias en toda la nación. Los discursos de Hitler se centraron en culpar de los problemas económicos del país a la República de Weimar —en particular, por su adhesión a los términos del Tratado de Versalles— e insistió en que las compensaciones de guerra habían conducido al desastre de la economía alemana. Propuso una nueva sociedad basada en la «unidad racial y nacional». El éxito resultante sorprendió a Hitler y Goebbels: el partido recibió más de seis millones de votos y obtuvo 107 escaños en el Reichstag, lo que la convirtió en la segunda fuerza política después del SPD.

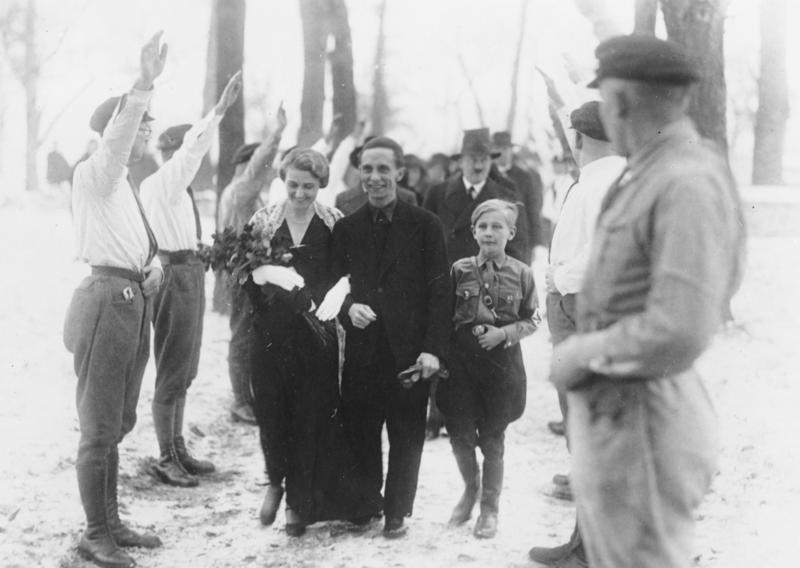
Boda de Goebbels y Magda Ritschel. En el fondo, Hitler como padrino del novio (1931).

A finales de 1930, Goebbels conoció a Magda Ritschel, una divorciada que se había unido al NSDAP unos meses antes. Ritschel estuvo casada con el industrial Günther Quandt, pero se separaron en 1929. Trabajaba como voluntaria en las oficinas del partido en Berlín y ayudaba a Goebbels en la organización de sus documentos privados. Su departamento en la Reichskanzlerplatz —que en 1963 sería renombrada como Theodor-Heuss-Platz— se convirtió en punto de reunión favorito de Hitler y otros funcionarios del NSDAP. Goebbels y Ritschel se casaron el 19 de diciembre de 1931 y Hitler fue el padrino del novio.
Se produjeron graves disturbios en la noche del Año Nuevo judío del 12 de septiembre de 1931, cuando grupos de jóvenes no uniformados en el Kurfürstendamm golpearon a transeúntes de apariencia judía. La revuelta fue orquestada por el líder de la SA de Berlín, Wolf-Heinrich von Helldorff. Veintidós manifestantes fueron condenados a penas de prisión y Helldorff fue multado, aunque no se pudo probar la incitación a Goebbels, quien tenía autoridad sobre las SA y estaba al tanto de sus actividades.
En diciembre de 1929, acusó al presidente Hindenburg de traicionar al pueblo alemán y, en mayo de 1930, tuvo que comparecer en los tribunales. Mantuvo sus reproches ante la ovación desde el auditorio. Fue condenado a una multa de 800 marcos. Antes de la apelación el 14 de agosto, Hindenburg dijo que Goebbels había querido insultarlo personalmente y ya no estaba interesado en un castigo. Dos días antes, Goebbels se presentó en la corte de Hanóver por supuestamente haber dicho que el primer ministro prusiano Otto Braun fue sobornado por un «judío de Galitzia». Había organizó su aparición con una marcha de nacionalsocialistas que lo acompañaron al palacio de justicia. Declaró que no se referió a Braun, sino al excanciller Gustav Bauer, por lo que fue absuelto. El 29 de septiembre de 1930 iba a ser juzgado por seis demandas por difamación. Pidió repetidamente un aplazamiento, por diferentes razones. Finalmente, el tribunal ordenó la comparecencia forzosa. Goebbels no se presentó y, el día de la apertura del Reichstag, escapó del arresto en las escalinatas del edificio porque estaba nuevamente bajo la protección de la inmunidad parlamentaria. En febrero de 1931, el Reichstag cambió las normas de fuero y Goebbels fue forzado a pagar multas por difamaciones que había colocado en Der Angriff en el transcurso del año anterior. El 14 de abril, recibió una multa de 1500 marcos por insultar a Weiß. Debido a que no había comparecido para el juicio en Berlín, que el policía criminal Otto Busdorf —conocido por el escándalo judicial de Magdeburgo— había presentado contra él por difamación, fue arrestado en Múnich y llevado a la fuerza ante la justicia en la capital el 29 de abril. En ocho casos diferentes se le impuso una multa total de 1500 marcos; el 1 de mayo, se agregaron otros 1000 marcos; a mediados de este mes, otros 500 marcos y dos meses de prisión. Goebbels se refugió en los pagos a plazos y finalmente se benefició de una amnistía, por lo que tampoco tuvo que ir a prisión. Meses después, se burló de la justicia en su periódico: la describió como impotente, ridícula y opresiva, mientras él era retratado como un mártir.

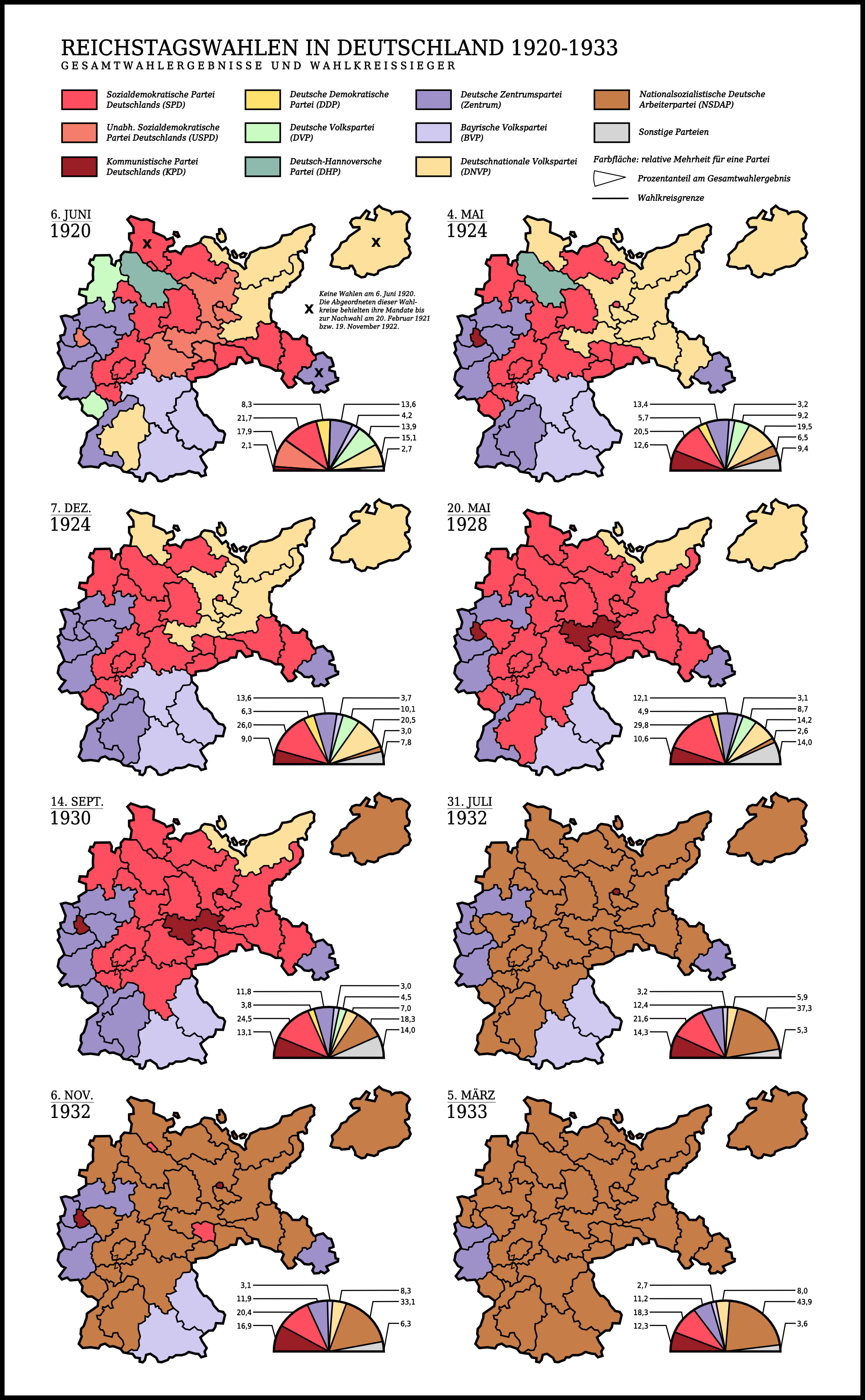
Mapa político de la República de Weimar sobre las elecciones al Reichstag entre 1920 y 1933. El NSDAP está representado por el color marrón.

En 1932, Goebbels fue suspendido de su escaño en el Reichstag por el insulto a Hindenburg; debido a esto, se concentró en la plataforma nazi para las campañas electorales de ese año. En febrero, pudo convencer a Hitler para que se postulara a la Presidencia del Reich y competir contra Hindenburg; en su diario escribió que los nazis debían ganar el poder y exterminar al marxismo. Goebbels realizó múltiples conferencias durante estas campañas electorales con descalificaciones a Hindenburg y su gobierno. Sin embargo, el resultado de las elecciones del 13 de marzo fue un revés para Goebbels: en la segunda vuelta, Hitler quedó en segundo lugar con el 30 % de los votos, mientras Hindenburg ganó la Presidencia con el 53 %. Después de esto, Goebbels organizó campañas masivas para las elecciones parlamentarias de julio, que incluyeron mítines, desfiles, discursos y viajes en avión por todo el país con el lema «Hitler sobre Alemania» (Hitler über Deutschland). El 24 de abril, durante los comicios del parlamento provincial de Prusia, retó al canciller Brüning a un duelo verbal en el Palacio de Deportes de Berlín, pero Brüning rehusó participar. En el evento, Goebbels tenía planeado ridiculizarlo y robarse la ovación de sus partidarios. Aun así, fue elegido por la Circunscripción 2 (Berlín) ante el parlamento provincial de Prusia. El 24 de agosto de 1932, Goebbels renunció a ese cargo después de ganar las elecciones de julio de 1932 para el Reichstag y fue sustituido por Hermann Voß en dicho parlamento.
Goebbels llevaba algunos de sus discursos grabados en disco de vinilo e impresos en folletos. También estuvo involucrado en la producción de una pequeña colección de películas mudas para exhibir en las reuniones del partido, a pesar de que no contaban con el suficiente equipo para explotar masivamente este medio. Muchos de los afiches de campaña de Goebbels contenían imágenes violentas, como un gigante destruyendo a oponentes políticos u otros enemigos como los «grandes financieros internacionales». En su propaganda trató a la oposición como los «criminales de noviembre», «títeres judíos» o la «amenaza comunista». En la segunda elección de 1932 distribuyó 800 000 copias del Volkischer Beobachter. El apoyo al partido continuó creciendo, pero en ninguna de estas elecciones logró un gobierno de mayoría. El 30 de enero de 1933, Hindenburg nombró a Hitler canciller del Reich (Reichskanzler) en un esfuerzo por estabilizar al país y mejorar las condiciones económicas.

## Ministro de Propaganda

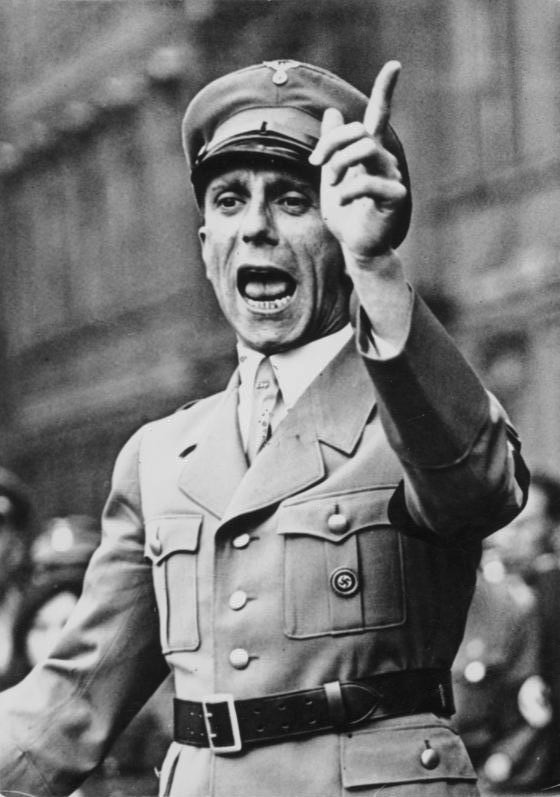
Goebbels pronunciando un discurso en Berlín (1934). Con este gesto de la mano advertía o amenazaba a los opositores.

Para celebrar el nombramiento de Hitler como canciller, Goebbels organizó un desfile de antorchas en Berlín la noche del 30 de enero con unos 60 000 hombres, muchos con uniformes de las SA y las SS. El espectáculo fue transmitido en vivo por la radio estatal con comentarios de Hermann Göring, futuro ministro de Aviación. No obstante, Goebbels se decepcionó por no conseguir un puesto en el nuevo Gabinete de Hitler: el Ministerio de Cultura —el departamento que pretendía— fue designado a Bernhard Rust. Al igual que otros funcionarios del NSDAP, tuvo que lidiar con Hitler y su estilo de dar órdenes contradictorias a sus subordinados, mientras los colocaba en puestos donde sus deberes y responsabilidades se superponían. De esta manera, Hitler fomentó la desconfianza, competencia y las luchas internas entre sus colaboradores para consolidar y maximizar su propio poder. Walther Funk se hizo cargo de la Oficina de Prensa del Tercer Reich y planeó con Hitler el establecimiento de una comisión central para el control de las comunicaciones y la política de medios. Excluido del círculo de poder más cercano, Goebbels se sintió ofendido y acorralado, puesto lo habían encargado de la preparación de la campaña electoral para el Reichstag. Solo hasta el 16 de febrero que Hitler le informara cuán lejos habían avanzado los planes, que Goebbels supo de su nueva designación y, además, tan pronto como se aseguró el financiamiento de la campaña electoral, recuperó su entusiasmo.
El NSDAP aprovechó el incendio del Reichstag del 27 de febrero de 1933 para convencer a Hindenburg de que aprobara el Decreto del Presidente del Reich para la Protección del Pueblo y del Estado (Verordnung des Reichspräsidenten zum Schutz von Volk und Staat), un día después del suceso y bajo presión del canciller. Este fue el primero de varios proyectos de ley que desmontaron la democracia en Alemania y establecieron en su lugar una dictadura totalitaria encabezada por Hitler. El 5 de marzo tuvo lugar otra elección al Reichstag, la última que hubo antes de la derrota de los nazis al término de la Segunda Guerra Mundial. Aunque el NSDAP aumentaba su número de escaños y porcentaje de votos, no obtuvo la mayoría absoluta que ambicionaba la alta dirigencia. El 7 de marzo, Hitler ideó la creación de un organismo encargado de la «educación y propaganda a gran escala» y, el 14 de marzo, nombró a Goebbels ministro para la Ilustración Pública y Propaganda, quien con 35 años era el más joven en el Gabinete.
La función del nuevo ministerio, que estableció sus oficinas en el Palacio de la Orden de San Juan (el Ordenspalais) frente a la Cancillería del Reich, era centralizar el control de todos los aspectos de la vida cultural e intelectual de los alemanes. El 25 de marzo de 1933, Goebbels dijo esperaba incrementar a 100 % el apoyo popular del partido a partir del 37 % alcanzado en las elecciones de julio de 1932. Un objetivo no mencionado públicamente era aparentar ante otros países que el NSDAP tenía el apoyo absoluto y apasionado de toda Alemania. Una de las primeras producciones de Goebbels fue la escenificación del «Día de Potsdam» (21 de marzo de ese año), la ceremonia de inauguración del primer Parlamento del Tercer Reich; Goebbels se esforzó en la simulación de Hitler «subordinándose» al presidente Hindenburg. El 1 de abril, redactó el decreto de Hitler en el que autorizaba la estrategia contra el capitalismo judío y que contrarrestaría el «hostigamiento internacional» del Congreso Judío Estadounidense, que se había materializado con el boicot antinazi del pasado 30 de enero. No obstante, el decreto no produjo la respuesta esperada en la población. Ese mes, Goebbels regresó a Rheydt, donde obtuvo una recepción triunfal con los ciudadanos alineados en la calle principal que había sido rebautizada con su nombre. Al día siguiente, fue declarado héroe local.

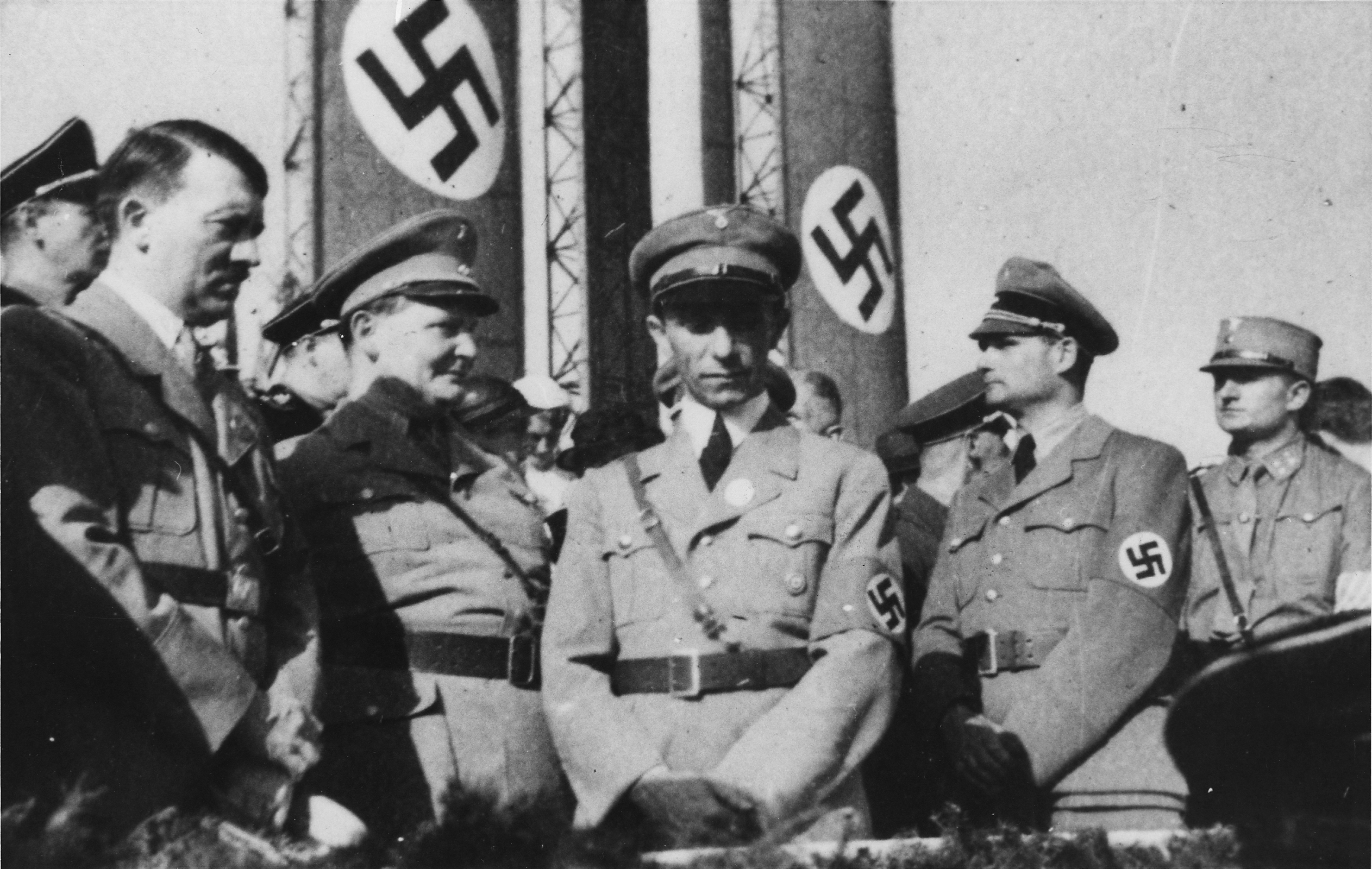
Hitler, Göring, Goebbels y Hess en un desfile militar en 1933.

El 1 de mayo de 1933, una fecha tradicionalmente conmemorada por comunistas y socialdemócratas, fue transformado en un día festivo del NSDAP. En lugar de los eventos habituales, Goebbels organizó una gran reunión del partido en la pista de aterrizaje Tempelhof en Berlín. Al día siguiente, las SA y las SS disolvieron forzosamente las organizaciones sindicales y, en lugar de estas, se creó el Frente Alemán del Trabajo, que asumió sus funciones. «Somos los amos de Alemania», comentó en su diario de 3 de mayo. Menos de dos semanas más tarde, el 10 de mayo, pronunció un discurso titulado «¡No a la decadencia y la corrupción moral!» durante una quema de libros en la capital, en el que dijo: «La era del intelectualismo judío extremo ha llegado a su fin. [...] El futuro hombre alemán no solo será un hombre de libros, sino también un hombre de carácter».
Entretanto, el NSDAP aprobó leyes para discriminar a los judíos y sacarlos de la sociedad alemana. La Ley para la Restauración de la Función Pública (Gesetz zur Wiederherstellung des Berufsbeamtentums), aprobada el 7 de abril de 1933, obligó a los ciudadanos no arios a retirarse de la jurisprudencia y administración pública. Pronto, una legislación similar privó a los judíos del ejercicio de otras profesiones. Los primeros campos de concentración nazis, creados inicialmente para albergar a disidentes políticos, se fundaron poco después de que Hitler llegó al poder. En un proceso denominado Gleichschaltung («coordinación»), el Partido Nazi estableció un control totalitario sobre la sociedad y el comercio del país: las organizaciones civiles, los grupos agrícolas, las organizaciones de voluntarios y los clubes deportivos tuvieron que reemplazar a sus líderes con simpatizantes nazis o miembros del partido. Hacia junio de 1933, prácticamente las únicas organizaciones que no estaban bajo control del NSDAP eran el Reichswehr y las Iglesias. El 2 de junio de 1933, Hitler lo nombró Reichsleiter, el segundo puesto de mayor rango en el NSDAP.
El 4 de octubre de 1933, en un intento de manipular a la clase media y cambiar la opinión popular, el gobierno promulgó la Schriftleitergesetz («ley de redactores»), que se convirtió en la piedra angular del control de la prensa popular. Basada en cierta medida en el sistema creado por Mussolini, la ley definía a un Schriftleiter (lit., «redactor, editor») como cualquier persona que escribe, edita o compila textos o ilustra material para su publicación en serie. Estas personas eran elegidas según criterios vivenciales, educativos y raciales. La ley obligaba a los periodistas a «regular su trabajo con el nacionalsocialismo como filosofía de vida y como una concepción del gobierno». La prensa fue controlada de manera indirecta, pero eficaz. En primer lugar, desapareció toda la prensa política no nacionalsocialista. Los periódicos civiles y religiosos cesaron su publicación o fueron absorbidos por el NSDAP. Para la cobertura de noticias a nivel nacional se fundó la Deutsches Nachrichtenbüro (lit., «Agencia de Noticias de Alemania») en 1933. El Frankfurter Zeitung tuvo una relativa libertad a las restricciones hasta 1943.
A finales de junio de 1934, varios altos funcionarios de las SA y opositores al gobierno, incluyendo Gregor Strasser, fueron arrestados y asesinados en una purga conocida como el «golpe de Röhm» (Röhm-Putsch) o, posteriormente, la «noche de los cuchillos largos» (Nacht der langen Messer). Goebbels estuvo presente en la detención de Ernst Röhm, el líder de las SA, en Múnich. El presidente Hindenburg falleció el 2 de agosto de 1934. En un programa radial, Goebbels anunció que los cargos de presidente y canciller habían sido combinados y que Hitler fue nombrado formalmente Führer und Reichskanzler («Guía y Canciller del Reich»).

### Control de los medios de comunicación de masas

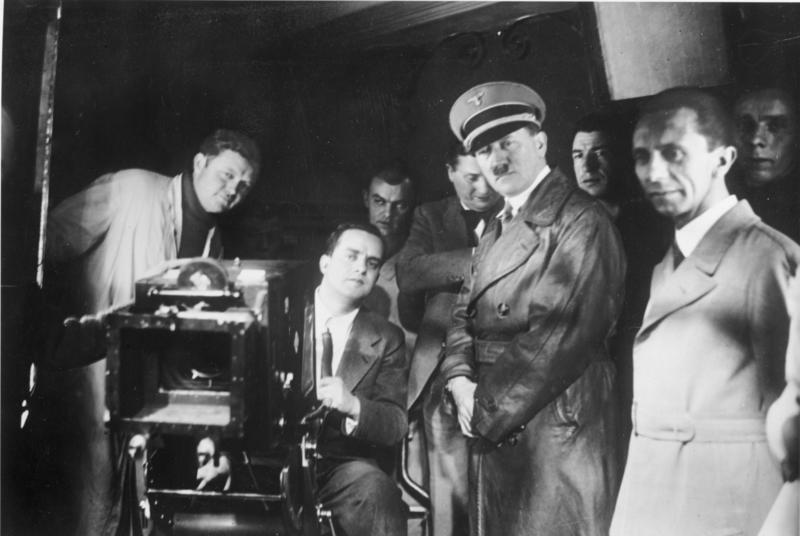
Hitler y Goebbels en los estudios de la Ufa (4 de enero de 1935).

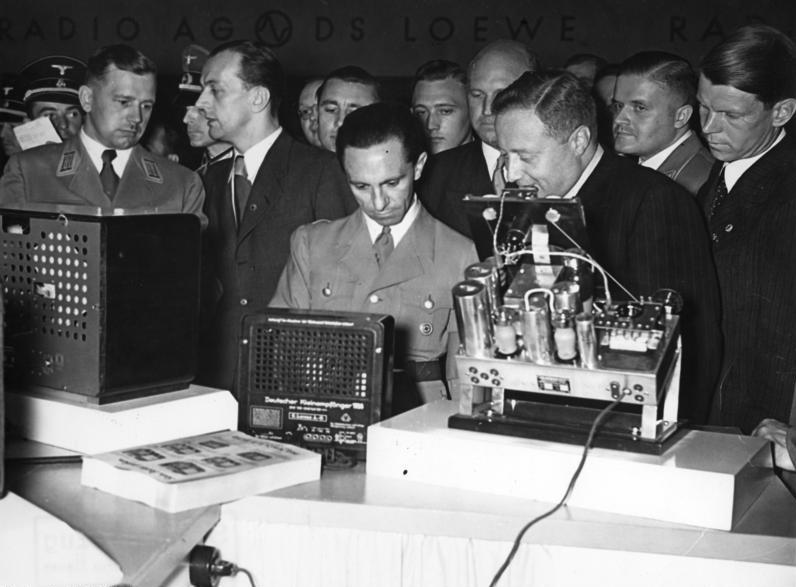
Goebbels probando un Volksempfänger (modelo DKE38 de 65 RM, precio base) en la Exposición Internacional de Radio de Berlín (5 de agosto de 1938).

En octubre de 1933, el Ministerio de Propaganda se organizó en siete departamentos: administración y asuntos legales; concentraciones de masas, salud pública, juventud y raza; radio; prensa nacional y extranjera; películas y censura cinematográfica; arte, música y teatro; y, protección contra la propaganda antinazi nacional y extranjera. La mayoría de los empleados provenía del Departamento de Propaganda del Gau de Berlín y eran hombres de confianza de Goebbels. El gobierno nazi asignó al ministerio un importante presupuesto con el que se ofrecían altos sueldos y subsidios; después de luchar por sobrevivir a la Gran Depresión, la mayoría de los artistas, teatros y orquestas encontraron estos incentivos difíciles de rechazar. El estilo de liderazgo de Goebbels era estrepitoso e impredecible, tenía un temperamento inconstante, tomaba decisiones contradictorias y pocas veces apoyaba a sus asociados principales. Según Longerich, Goebbels era un jefe difícil y le gustaba regañar a su personal en público. La revista Life publicó en 1938 que a Goebbels «no le agradaba la gente, a nadie le simpatizaba, [pero] administró el departamento nazi muy eficientemente».
La Reichsfilmkammer (Cámara de Cine del Reich) fue creada en junio de 1933 y decretó que todos miembros de la industria cinematográfica alemana debían unirse. En 1937, Goebbels obligó a Alfred Hugenberg a venderle el estudio Universum Film AG (Ufa) y fue convertida en una empresa estatal. Goebbels promovió el desarrollo de películas con inclinaciones nazis y las que contenían mensajes subliminales o manifiestos de propaganda. Bajo el auspicio de la Reichskulturkammer (Cámara de Cultura del Reich), creada en septiembre, Goebbels añadió subcámaras adicionales para los campos de la radiodifusión, las bellas artes, la literatura, la música, la prensa y el teatro. Al igual que en la industria del cine, todo aquel que deseara mantener una carrera en estos campos tenía que ser miembro de la cámara correspondiente. De esta manera, cualquier persona cuyas opiniones eran contrarias al gobierno podría ser excluida de trabajar en el campo elegido y así ser silenciado. Además, los periodistas, entonces considerados empleados del Estado, debían demostrar ascendencia aria desde el año 1800 y, si estaban casados, el mismo requisito se aplicaba al cónyuge. Los miembros no tenían permitido salir del país por razones laborales sin el permiso previo de su respectiva cámara. Se estableció un comité de censura de libros y no se podían reeditar ni republicar obras a menos que estuvieran en la lista blanca. Se aplicarían regulaciones similares a las bellas artes y el entretenimiento; por ejemplo, las actuaciones de cabaré también fueron censuradas. Muchos artistas e intelectuales huyeron del país en los años anteriores a la guerra porque no aceptaron trabajar bajo esas restricciones.

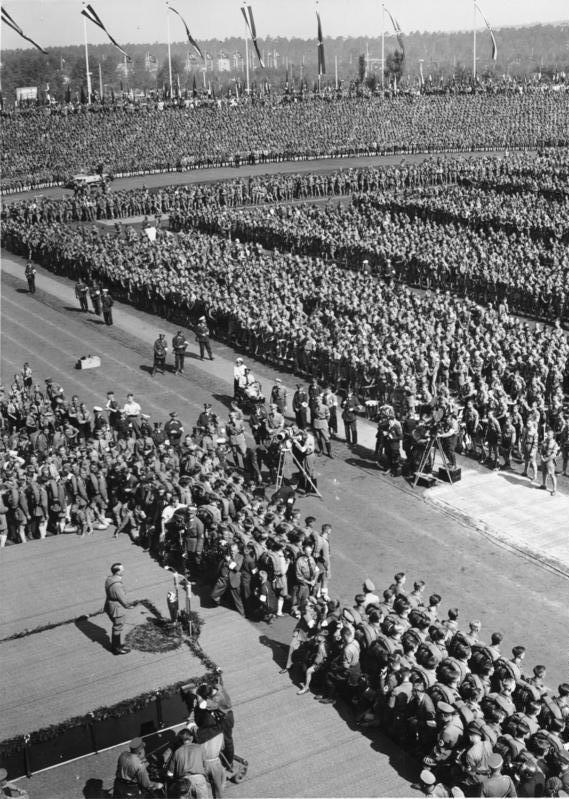
Leni Riefenstahl y su equipo grabando el discurso de Hitler en el mitin de Núremberg de 1934.

Goebbels estaba muy interesado en dominar la radio, que para entonces era un nuevo medio de comunicación de masas. A veces conseguía el control de las estaciones de radio en todo el país a través de la Reichs-Rundfunk-Gesellschaft (Sociedad de Radiodifusión del Reich) desde julio de 1934, incluso bajo protesta de los gobiernos de las entidades federativas —especialmente Prusia, dirigida por Göring—. Goebbels exigió a los fabricantes producir receptores domésticos más baratos, conocidos como Volksempfänger o «receptor del pueblo»; para 1938 se habían vendido casi diez millones de estos aparatos. Los altavoces eran colocados en zonas públicas, fábricas y escuelas para que las emisiones más importantes del NSDAP fuesen escuchadas en directo por casi toda la población. El 1 de enero de 1938, Reichs-Rundfunk-Gesellschaft se transformó en un sistema unificado de radiodifusión y cambió su nombre a Großdeutscher Rundfunk (lit., «Radio de la Gran Alemania»); estuvo en funcionamiento hasta agosto de 1945 y era administrada por el Ministerio de Propaganda. Uno de sus programas radiales fue Weihnachtsringsendung (lit., «Transmisión de Navidad»), emitido entre 1940 y 1943 durante la Nochebuena como un programa conjunto del Ministerio de Propaganda y el Alto Mando de la Wehrmacht (Oberkommando der Wehrmacht) para soldados y ciudadanos colaboradores en el «frente interno» (Heimatfront, «línea de defensa civil») e incluía grabaciones con informes de los territorios ocupados por los nazis. Esta producción fue uno de los proyectos más ambiciosos de Goebbels en la radio, ya que, según las notas en su diario (25 de diciembre de 1943), «combinaba el frente [de guerra] y el hogar [o la población civil] con la mayor eficacia» y las transmisiones eran «prodigiosas y conmovedoras».
El 2 de septiembre de 1939, un día después del inicio de la guerra, Goebbels y el Consejo de Ministros prohibieron sintonizar emisoras radiales de países enemigos, aunque no pudieron evitar la población siguiera escuchando algunas radiodifusoras extranjeras, como la BBC. La difusión de noticias para emisoras extranjeras podría ser castigada con la muerte porque era tipificada como alta traición o Wehrkraftzersetzung («desestabilización del esfuerzo de guerra», «sedición y derrotismo»). Albert Speer, el arquitecto de Hitler y ministro de Armamento y Guerra, dijo años después que el gobierno nazi «utilizó todos los medios técnicos posibles para dominar su propio país. A través de dispositivos técnicos, como la radio y el altavoz, 80 millones de personas fueron privadas de pensamiento independiente».
Goebbels era considerado un «magnate de los medios» y prácticamente dominó todos los medios de comunicación. Según él, podía controlar lo que el pueblo alemán leía, escuchaba y veía. Se vio a sí mismo como un «general» que conducía al pueblo a abrazar el nacionalsocialismo:

Das ist das Geheimnis der Propaganda: den, den die Propaganda fassen will, ganz mit den Ideen der Propaganda zu durchtränken, ohne daß er überhaupt merkt, dass er durchtränkt wird. [...] Wenn die anderen Armeen organisieren und Heere aufstellen, dann wollen wir das Heer der öffentlichen Meinung mobilisieren, das Heer der geistigen Vereinheitlichung, dann sind wir wirklich die Weichensteller der Zeit.
Este es el secreto de la propaganda: a quien la propaganda quiere capturar, lo empapa de sus ideas, sin darse cuenta de que es imbuido de ella. [...] Si los otros ejércitos organizan y forman más de sus tropas, entonces nuestro deseo es movilizar al ejército de la opinión pública, el ejército de unificación espiritual, porque seremos realmente el punto de inflexión de la historia.

Leonard W. Doob, profesor emérito de psicología de la Universidad Yale, identificó diecinueve principios que Goebbels empleó en sus políticas totalitarias y de manipulación en los alemanes. Un elemento importante de esta propaganda fue Hitler, quien era glorificado como un líder heroico e infalible, algo que lo volvió el centro de un culto a la personalidad. Muchas de estas producciones eran improvisadas, pero algunas contaban con escenarios gestionados por el aparato propagandístico de Goebbels. La adulación a Hitler era el centro del mitin de Núremberg de 1934, donde sus movimientos corporales fueron coreografiados minuciosamente. El mitin fue el tema de la película El triunfo de la voluntad, parte de una serie de películas de propaganda dirigidas por Leni Riefenstahl; ganó la Medalla de Oro en el Festival de Cine de Venecia de 1935. Ese año, en el congreso del NSDAP en Núremberg, Goebbels dijo que el bolchevismo era una «declaración de guerra de los subhumanos extranjeros dominados por judíos contra las expresiones culturales». Un año más tarde, las SS fueron transformadas en una «organización de lucha antibolchevique».
Goebbels estuvo involucrado en la planificación escenográfica de los Juegos Olímpicos de Verano de 1936, que se celebraron en la capital. En esta época tuvo un breve romance con la actriz checa Lída Baarová, a quien siguió viendo hasta 1938. Otro proyecto importante fue la llamada «Exposición de Arte Degenerado» (Die Ausstellung „Entartete Kunst“), organizada por Goebbels y que se desarrolló en Múnich de julio a noviembre de 1937. La exposición resultó muy popular y atrajo a más de dos millones de visitantes. Una exposición de música degenerada tuvo lugar el año siguiente. No obstante, Goebbels estaba decepcionado por la poca calidad del arte, el cine y la literatura nacionalsocialistas. Para entonces muchos periodistas, escritores, artistas, músicos, cineastas y dramaturgos se habían exiliado en otros países, mientras que algunos tuvieron problemas en adaptarse o se retiraron en una «emigración interior».

### Sometimiento de la Iglesia

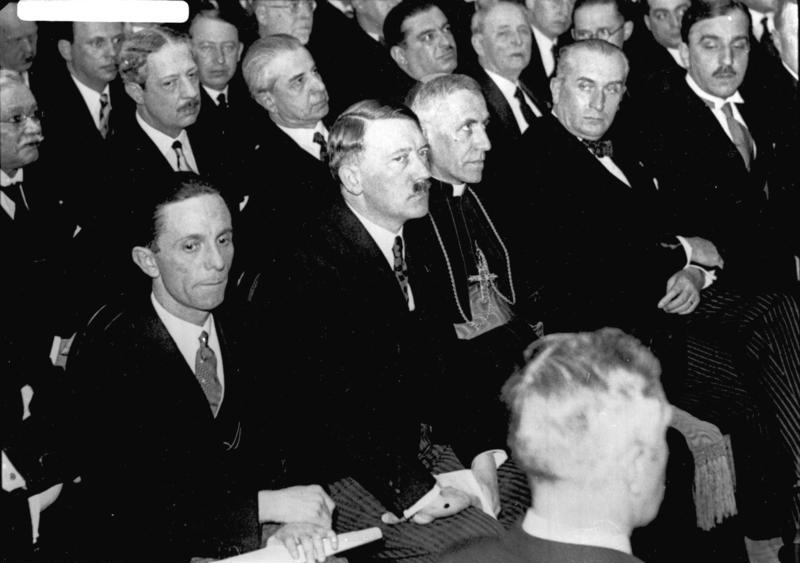
Goebbels, Hitler, el nuncio apostólico Cesare Orsenigo y el embajador italiano Vittorio Cerruti en una reunión de la prensa extranjera en Berlín (1933).

En 1933, Hitler firmó el llamado Reichskonkordat, un tratado con la Santa Sede que obligaba al gobierno respetar la independencia de las instituciones católicas y prohibía la participación del clero en la política. Sin embargo, el gobierno continuó interviniendo a las congregaciones católicas y tratando de debilitar su influencia en la sociedad. Entre 1935 y 1936, cientos de sacerdotes, monjas y líderes laicos fueron arrestados por cargos de contrabando de divisas o crímenes sexuales. Goebbels difundía supuestas pruebas en cada declaración a la prensa y describía cada caso de la peor manera posible. Se impusieron restricciones a las reuniones públicas, las publicaciones católicas eran censuradas, obligaron a los colegios católicos a reducir la formación religiosa y los crucifijos fueron retirados de los edificios estatales. Hitler dudaba si la «lucha de las Iglesias» (Kirchenkampf) debía ser una prioridad, aunque sus frecuentes comentarios incendiarios sobre el tema eran suficientes para convencer a Goebbels en intensificar su trabajo durante la primera mitad de 1937. En febrero de ese año, después de una conversación con Heinrich Himmler y Wilhelm Stuckart, Goebbels dijo que «Kerrl [ministro de Asuntos Eclesiásticos] quiere conservar la Iglesia, [pero] queremos liquidarla»; esta fue su reacción a las políticas moderadas y cooperacionistas de Hanns Kerrl con las Iglesias protestantes.
Goebbels pertenecía a una facción liderada por Rosenberg y Bormann dentro del Partido Nazi que promovía el anticlericalismo radical. El plan fundamental del grupo era la persecución del clero alemán y, sobre la «cuestión de la Iglesia», Goebbels consideró que entre el cristianismo y la ideología nazi existía una «oposición irresoluble». Parte de estos argumentos eran compartidos por Adolf Hitler, quien también no asistía a misa ni se confesaba, pero que no había abandonado oficialmente esa religión. En la lucha por el poder contra la influencia de las Iglesias, los nazis intentaron establecer una «tercera denominación», llamada cristianismo positivo (positives Christentum), con el propósito de reemplazar a las ya establecidas y reducir su autoridad. Algunos historiadores argumentan que esto fue un intento de comenzar un culto de adoración mesiánica de Hitler. No obstante, en una entrada del diario del 28 de diciembre de 1939, Goebbels mencionó: «El Führer rechaza apasionadamente cualquier idea de fundar una religión, [porque] no tiene la intención de convertirse en sacerdote. Su único papel es el de político».
En respuesta a la persecución, el papa Pío XI publicó la encíclica Mit brennender Sorge (Con viva preocupación) sobre la situación de la Iglesia católica en Alemania y denunciaba la hostilidad sistemática del gobierno nazi. Se leyó en el Domingo de Pasión de 1937 en miles de templos católicos de ese país. Goebbels aumentó la represión y propaganda contra los católicos en las semanas posteriores a la publicación. El 28 de mayo, en un discurso frente a 20 000 miembros del partido en Berlín y transmitido por radio, arremetió contra la Iglesia católica y dijo que era una «institución moralmente corrupta». Como resultado de la campaña difamatoria, la matrícula en las escuelas confesionales se redujo drásticamente y, en 1939, estas instituciones se disolvieron o se transformaron en instalaciones públicas. El acoso, las amenazas de encarcelamiento y los «juicios de inmoralidad» hicieron que el clero fuera más cauteloso en sus críticas contra el gobierno. Sin embargo, Hitler ordenó una reducción progresiva de la lucha contra la Iglesia a finales de julio de 1937.
Días después del estallido de la Segunda Guerra Mundial, Goebbels aplicó una intensa presión sobre las congregaciones para que expresaran apoyo al esfuerzo de guerra y la Gestapo restringió la libertad de culto y asociación durante semanas. Aunque las instituciones eclesiásticas alemanas cumplieron con las imposiciones en los primeros dos años, las agresiones reaparecieron en 1941 ante la expansión de la guerra en el frente oriental. Los monasterios y conventos eran atacados y se expropiaron muchas propiedades eclesiásticas. Los jesuitas fueron uno de los principales afectados. Algunos historiadores critican que la Iglesia católica nunca excomulgó a los políticos nazis de alto rango por estos hechos hostiles antes y durante la guerra; también mencionan que el caso de Goebbels fue más polémico porque su esposa era protestante y divorciada. Sin embargo, la monja estadounidense Margherita Marchione, defensora de la obra de Pío XI, asegura que los líderes nazis incurrieron automáticamente en excomunión speciali modo, según los cánones 2332 y 2343, por «impedir el ejercicio de la jurisdicción eclesiástica» y, por tanto, no era necesaria la condena pública del romano pontífice.

## Primeros años de la Segunda Guerra Mundial

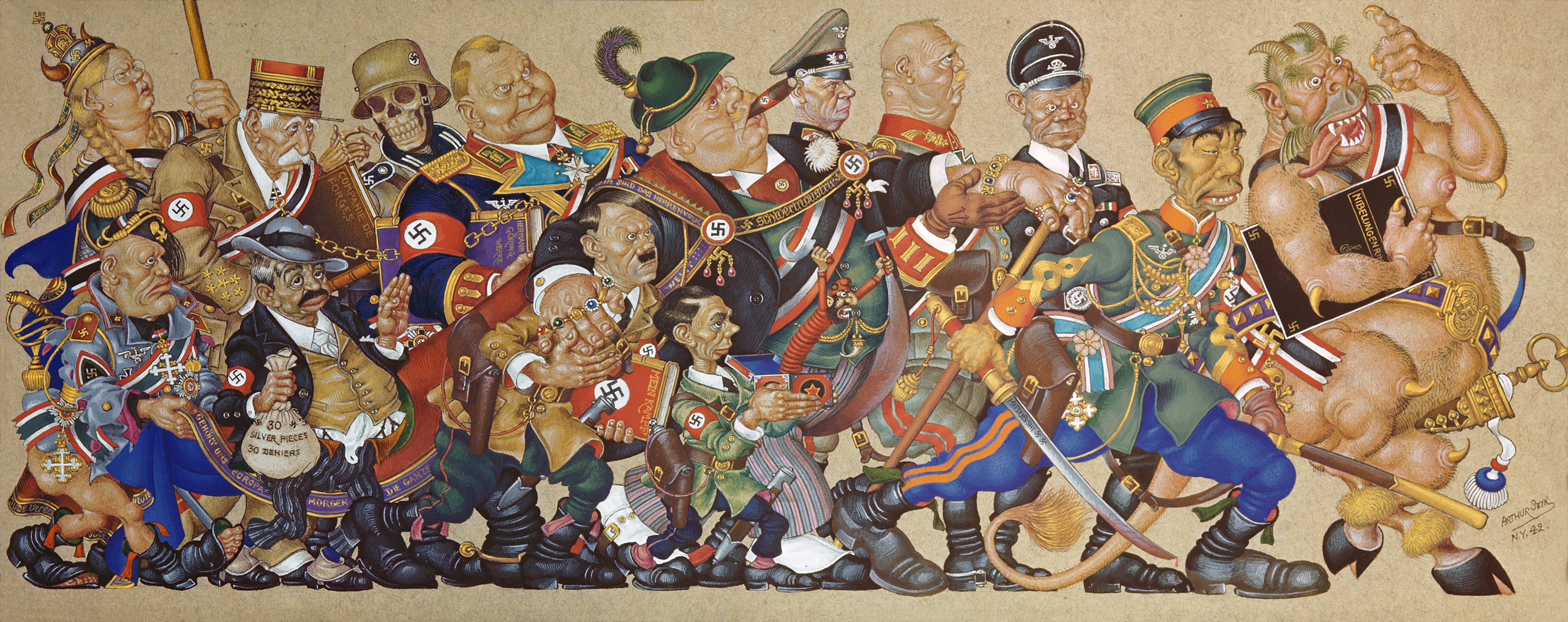
Caricatura de Arthur Szyk (1942) en la que se satiriza a los principales líderes de las Potencias del Eje (Goebbels se encuentra al centro, frente a Hitler), intercalados con figuras históricas, simbólicas y alegóricas, como la Muerte y Satanás.

En febrero de 1933, Hitler anunció sus intenciones de rearmar el ejército, aunque al principio de manera clandestina ya que eso se consideraba una violación del Tratado de Versalles. Apenas un año después, en 1934, comunicó a sus subordinados militares que 1942 era la fecha límite para iniciar una guerra en Europa Oriental.
Años más tarde, Hitler puso su atención en Austria y comentó a Goebbels que anexionaría ese país «por la fuerza» si fuese necesario, no solo por motivos ideológicos, estratégicos y militares, sino también por intereses económicos, pues ese país tenía importantes reservas de oro y divisas, mano de obra y materias primas. El 12 de febrero de 1938, el canciller Kurt Schuschnigg se reunió con Hitler en Berchtesgaden en un intento de evitar una invasión militar. Hitler presentó a Schuschnigg un conjunto de demandas que incluían el nombramiento de simpatizantes nazis en posiciones importantes dentro del gobierno austríaco, como Arthur Seyß-Inquart a la cabeza del Ministerio de Seguridad Pública y con un control ilimitado de la policía y el ejército. A cambio, Hitler ratificaría públicamente el acuerdo austroalemán del 11 de julio de 1936 (Juliabkommen) y reconocería la independencia de Austria. Schuschnigg cedió a las condiciones de Hitler debido a las constantes amenazas de que los nazis austríacos provocarían una nueva guerra civil, mayor que la de 1934. El 9 de marzo de 1938, en un esfuerzo por preservar la soberanía del país, Schuschnigg programó un referéndum sobre la unión política con Alemania (Anschluß) para el 13 de marzo y, con el fin de asegurar una gran participación, legalizó al Partido Socialdemócrata de Austria (SDAPÖ) y los sindicatos, anteriormente proscritos.

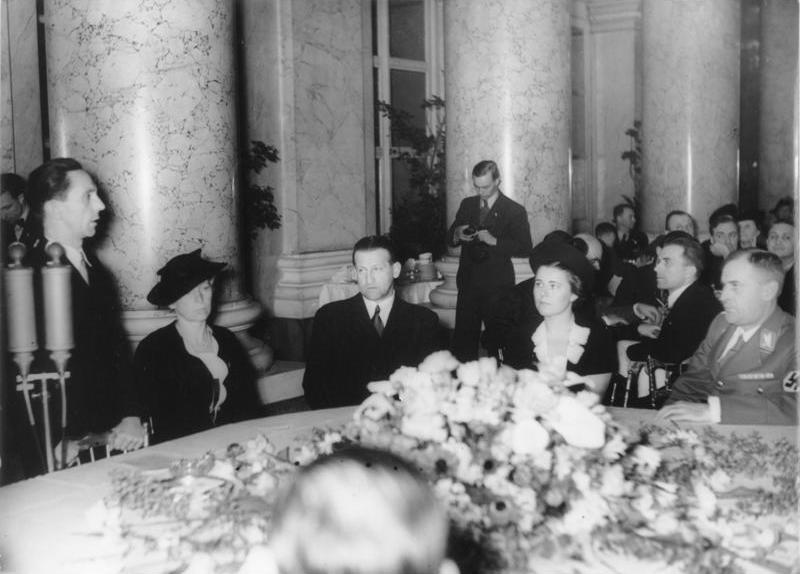
Goebbels en una recepción en el Palacio de Hofburg en Viena (30 de marzo de 1938), acompañado por la actriz Paula Wessely, el representante nazi de la ocupación austríaca Arthur Seyß-Inquart y su secretario Kajetan Mühlmann.

Goebbels aprovechó esta oportunidad para hacer campaña masiva a favor de la unificación y legitimar el proceso electoral a nivel local e internacional, a pesar de los métodos brutales que las SS emplearon contra la oposición. En una conferencia de prensa, afirmó que muchos austríacos solicitaban que las tropas alemanas sofocaran los disturbios en las ciudades, pero esto fue desmentido por Schuschnigg. El 11 de marzo, el gobierno austríaco cayó ante las presiones alemanas debido a las revueltas y el intento fallido por anular el referéndum. El presidente Wilhelm Miklas y el canciller Schuschnigg renunciaron, pero esto no evitó que la Wehrmacht cruzara la frontera y ocupara militarmente Austria, aunque sin encontrar resistencia entre la población. El proceso electoral se llevó a cabo en la fecha prevista y su resultado (99.75 % apoyó la unificación) fue una victoria festejada por Hitler.
En los últimos años del período de entreguerras, Goebbels trató de cumplir agresivamente las políticas expansionistas de Hitler. Al momento de la reocupación de Renania en 1936, resumió su postura en su diario: «[Ahora] es el momento de actuar. ¡La fortuna favorece a los valientes! El que no se atreve no gana». En los días previos a la crisis de los Sudetes (1938), Goebbels tomó la iniciativa y de nuevo utilizó la propaganda para generar simpatía entre los alemanes de los Sudetes mientras desprestigiaba al gobierno checoslovaco. Aun así, era consciente de que había un creciente «pánico a la guerra» en Alemania y en julio ordenó a la prensa que redujera la propaganda en las publicaciones.
En el apogeo de la crisis, el 27 de septiembre, Hitler desfiló una división motorizada a través de Berlín, pero no se materializaron los aplausos esperados de la población; Goebbels no dio cobertura al evento. En este punto, se atrevió a discutir de frente a Hitler: «Entonces, en la hora decisiva, le expliqué al Führer cómo eran las cosas en realidad. La marcha de la división motorizada en la noche del pasado martes fue más allá cuál, porque demostró qué encendía el entusiasmo de la gente. Y no era por la guerra». También dudaba si era prudente arriesgarse a una guerra prolongada contra Francia y el Reino Unido si atacaba Polonia. En presencia de Hitler, su temor razonado a la guerra se desvanecía y daba paso a la fe ciega, pero, incluso después del final de la crisis, no lograba en modo alguno ordenar sus sentimientos contradictorios. En retrospectiva, el peligro que había superado estaba claro para él: «Caminamos sobre una cuerda de alambre delgado a través de un abismo vertiginoso»; pero aún quería prepararse para una guerra: «Volvemos a ser una verdadera potencia mundial. ¡Es el momento de armarnos, armarnos y armarnos!». Impuso una censura de prensa sobre el Ministerio de Asuntos Exteriores para que «no se pusiera de rodillas» y tuvo que enfrentar varios incidentes fronterizos: «La prensa los ataca a lo grande». No obstante, pronunció discursos que despertaron la incertidumbre: a los empleados de su Ministerio, a los editores en jefe, a los 500 directores del Gaus de Berlín y a una gran audiencia en el Palacio de los Deportes de Berlín.
Después que las potencias occidentales se adhirieron a las demandas de Hitler relativas a Checoslovaquia, Goebbels redirigió rápidamente su aparato propagandístico contra Polonia. A partir de mayo, orquestó una campaña contra ese país con historias sobre supuestas atrocidades contra los alemanes étnicos en Dánzig y otras ciudades. Sin embargo, fue incapaz convencer a la mayoría de la población alemana de apoyar la idea de un nuevo conflicto bélico. El 24 de agosto de 1939, Goebbels elogió al pacto de no agresión con la Unión Soviética como una «jugada brillante», porque con ese tratado Hitler logró la neutralidad de una importante amenaza. Después de comenzar la invasión de Polonia, empleó al Ministerio de Propaganda y las oficinas del Reich para controlar el acceso a la información a nivel nacional. Sin embargo, su rival Joachim von Ribbentrop, ministro de Asuntos Exteriores, desafiaba constantemente su jurisdicción sobre la difusión de propaganda a nivel internacional. El jefe de prensa de ese ministerio, Paul Karl Schmidt, se responsabilizó de las ruedas de prensa diarias ante los periodistas extranjeros; Goebbels organizaba «conferencias nocturnas» para las mismas personas. Hitler decidió no posicionarse sobre el tema, por lo que la discordia entre los dos ministros continuó hasta el final de la guerra. Goebbels no participó en la toma de decisiones militares ni estuvo al tanto de las negociaciones diplomáticas hasta después del estallido de la contienda.
El Ministerio de Propaganda se apoderó de las corporaciones radiodifusoras de los países ocupados inmediatamente después de la rendición. Los oficiales nazis ordenaron a los locutores de estas corporaciones a transmitir mensajes preparados como una forma de ganarse la confianza de los ciudadanos. La mayoría de los medios de comunicación, tanto a nivel nacional como en los países conquistados, estaba en manos de Goebbels y su ministerio. El Servicio Interior de Alemania, el Programa de las Fuerzas Armadas y el Servicio Europeo de Alemania eran controlados rigurosamente: desde la información que se les permitía difundir hasta la música que empleaban. En la radio continuaron las transmisiones de mítines, discursos y manifestaciones de NSDAP y se emitían discursos antes de las trasmisiones, mientras que en las ciudades se exhibían cortometrajes de propaganda usando 1500 camionetas de cine móvil. La radiodifusión extranjera se había ampliado considerablemente, con emisiones de noticias en cincuenta y tres idiomas. La guerra en el frente occidental era cubierta por transmisores secretos, que se suponía causarían confusión entre la población durante la campaña francesa a principios del verano de 1940. Goebbels dio atención especial al noticiero semanal (Wochenschau), un segmento obligatorio de cada programa de cine, tanto que hasta Hitler lo examinaba personalmente, al menos en los primeros años de la guerra.
Hitler hizo menos apariciones públicas y locuciones radiales mientras avanzaba la guerra, por lo que Goebbels poco a poco se convirtió en la voz del régimen para el pueblo alemán. A partir de mayo de 1940, Goebbels escribía muchos editoriales que se publicaban en Das Reich y eran leídos en la radio. Tuvo mucho éxito y la circulación del periódico aumentó a 1.4 millones de copias en 1944. Goebbels descubrió que las películas eran el medio de propaganda más eficaz, después de la radio. Ante su insistencia, la mitad de las producciones cinematográficas alemanas en tiempo de guerra tenían como temática la propaganda —en particular, sobre el antisemitismo— y el belicismo —relataban hazañas históricas y eventos recientes de la Wehrmacht—. La fuente oficial de información sobre los acontecimientos de guerra era el boletín diario de la Wehrmacht, creado por Hitler, y que colaboraba estrechamente con el Ministerio de Propaganda.
Goebbels se preocupó por el ánimo y los esfuerzos de la población en el ámbito interno. Creyó que si la población se involucraba en el esfuerzo de guerra, mayor sería su moral. Por ejemplo, inició un programa de recogida de ropa de invierno y equipos de esquí para las tropas en el frente oriental. También implementó cambios para conseguir más «material de entretenimiento» en la radio y cine producidos para el público. A finales de 1942, Goebbels decretó que las películas debían contener 20 % de propaganda y 80 % de entretenimiento ligero. Como Gauleiter de Berlín, afrontó la escasez cada vez más grave de artículos de primera necesidad, como alimentos y ropa, así como el racionamiento de cerveza y tabaco, que eran importantes para mantener los ánimos. Hitler le sugirió diluir la cerveza y disminuir la calidad de los cigarrillos de manera que fueran más baratos de producir, pero Goebbels rechazó la idea y respondió que los cigarrillos ya eran de baja calidad y era imposible hacerlos peor.
Mediante sus campañas de propaganda, trabajó duro para conservar un nivel adecuado de moral en la población sobre la situación militar —según él, ni demasiado optimista ni demasiado nefasto—. Durante este período ocurrieron una serie de derrotas militares, como el ataque de mil bombarderos sobre Colonia (mayo de 1942), la victoria aliada en la segunda batalla de El Alamein (noviembre de 1942) y, sobre todo, la dura derrota en la batalla de Stalingrado (febrero de 1943), que eran difíciles de presentar al público alemán, cada vez más cansado de la guerra y escéptico sobre si podían ganar. Días después, Goebbels intentó convencer nuevamente a Hitler que cambiara sus planes sobre los pueblos eslavos del frente oriental; con esto pretendía mejorar las condiciones de los soldados alemanes en territorio soviético. En su diario escribió: «[...] la consigna de que en oriente estamos luchando solo contra el bolchevismo —y no contra el pueblo ruso— facilitará en gran medida nuestra meta». Estuvo trabajando en una campaña de reclutamiento de voluntarios eslavos, pero la propuesta no fue aceptada por Hitler, quien, según Goebbels, era «hostigado» por Rosenberg con planes similares.
El 15 de enero de 1943, Hitler nombró a Goebbels jefe del nuevo Comité de Daños por Ataque Aéreo, es decir, estaba a cargo de las defensas y los refugios de aviación civil en todo el país, así como la evaluación y reparación de edificios dañados. La defensa de zonas distintas de Berlín quedaba en manos de los Gauleiter locales y sus principales tareas se limitaban a proporcionar ayuda inmediata a los civiles afectados y utilizar la propaganda para mejorar el estado de ánimo de la población.
A principios de ese año la guerra produjo una crisis laboral en todo el país. Hitler creó un comité con un representante del Estado, el ejército y el NSDAP, cada uno, en un intento por centralizar el control de la economía de guerra. Los miembros del comité fueron Hans Heinrich Lammers —jefe de la Cancillería del Reich—, el mariscal de campo Wilhelm Keitel —jefe del Alto Mando de la Wehrmacht—, y Martin Bormann —secretario personal del Führer, que dirigía de facto al partido—. El comité tenía la intención de plantear soluciones de forma independiente sin pasar por la mesa de los distintos ministerios, pero Hitler conservó su autoridad en las decisiones más delicadas. El mencionado organismo, anteriormente conocido como Dreierausschuß (lit., «Comité de los Tres»), se reunió once veces entre enero y agosto de 1943. Sin embargo, encontraron la resistencia de los ministros del Gabinete de Hitler. Algunos ministros y otros políticos querían formar parte del comité, pero fueron excluidos. Al considerarlos una amenaza, Goebbels, Göring y Speer se aliaron para detenerlos. El Dreierausschuß acabaría desapareciendo en septiembre de 1943.

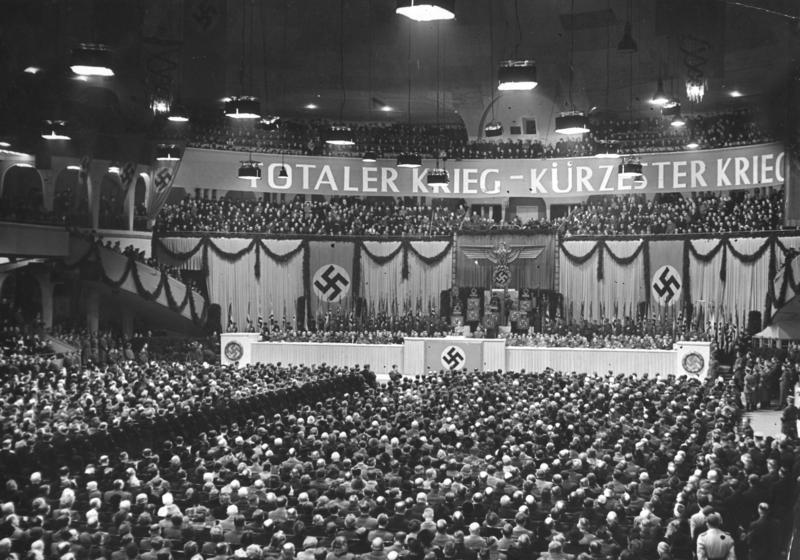
Discurso del Palacio de los Deportes de Berlín (18 de febrero de 1943).

Como respuesta a su exclusión del Dreierausschuß, Goebbels presionó a Hitler a crear políticas destinadas para una «guerra total» (totalen Krieg), como el cierre de empresas no esenciales para el esfuerzo de guerra, reclutamiento de mujeres en la fuerza laboral y de los hombres en ocupaciones previamente exentas en la Wehrmacht. Consideró que con esto aumentaría el poder militar de un 10 % a 15 %, aunque no lo suficiente como para compensar la superioridad de los Aliados. El 13 de enero de 1943, algunas de estas medidas fueron implementadas en un edicto, pero, para pesar de Goebbels, Göring exigió que sus restaurantes favoritos en Berlín permanecieran abiertos y Lammers forzó a Hitler a permitir que las mujeres con hijos estuvieran exentas del servicio militar obligatorio, incluso si tenían a alguien que los cuidara. El 30 de enero, después de recibir una respuesta favorable en su discurso sobre el tema, Goebbels pensó que tenía el apoyo del pueblo alemán en su llamado a la guerra total. En su siguiente discurso, el Sportpalastrede del 18 de febrero de 1943, demandó al público a que se comprometiera con la guerra total como la única manera de «detener el ataque bolchevique y salvar al pueblo alemán de la destrucción». El mensaje tenía un fuerte elemento antisemita y dio a entender que el exterminio de los judíos ya estaba en marcha. El discurso fue filmado y transmitido en vivo por la radio, pero tuvo poco impacto en ese momento porque aunque Hitler apoyaba la idea de la guerra total no estaba dispuesto a cambiar los planes de los demás ministros.
En 1941, la propaganda antisoviética, suspendida provisionalmente por el pacto de no agresión, se reactivó en paralelo con la plan de invasión alemana a la Unión Soviética. Cuando la situación en el frente oriental a finales del otoño de 1941 llegó a un punto muerto, la propaganda volvió a suspenderse. Goebbels percibió una posible victoria en mayo de 1942 y para atraer colonos publicitó un nuevo Ostsiedlung (lit., «asentamiento en el este»). Sin embargo, el 6.º Ejército fue rodeado y forzado a entregarse en noviembre de 1942 en Stalingrado y el pueblo alemán no lo supo hasta enero de 1943. En abril de 1943, el descubrimiento de una fosa común de oficiales polacos asesinados en la llamada masacre de Katyn por el Ejército Rojo fue aprovechado en la propaganda de Goebbels para abrir una brecha entre los soviéticos y sus aliados occidentales. Otra masacre, esta vez en Nemmersdorf, una aldea en Prusia Oriental, en octubre de 1944 dio a la propaganda una vez más un tema impactante.

## Plenipotenciario para la guerra total
El 1 de abril de 1943, Goebbels fue nombrado Stadtpräsident de Berlín, a cargo de la gestión administrativa de la capital. Los avances de la invasión de Sicilia (julio de 1943) y, especialmente, la victoria soviética en la batalla de Kursk (entre julio y agosto de 1943), hicieron que se diera cuenta que Alemania no ganaría la guerra. Posteriormente, la invasión aliada de Italia y la caída de Mussolini en septiembre le llevaron a plantear a Hitler la posibilidad de negociar el cese de las hostilidades, ya fuera con los soviéticos o con el Reino Unido. Sin embargo, Hitler rechazó categóricamente ambas propuestas. Como la situación militar y económica del país eran cada vez peores, el 25 de agosto de 1943 el Reichsführer-SS, Heinrich Himmler, asumió el cargo de ministro del Interior en sustitución de Wilhelm Frick. Los ataques aéreos sobre Berlín y otras ciudades se cobraron las vidas de miles de personas. La Luftwaffe al mando de Göring intentó tomar represalias con incursiones aéreas sobre Londres a principios de 1944, pero ya no tenían aviones suficientes para lograr mucho impacto. Los misiles V-1 lanzados contra objetivos británicos a partir de mediados de junio de 1944 tuvieron poco efecto, pues solo el 20 % alcanzó sus blancos previstos. La propaganda de Goebbels en este momento indica que se organizaba una venganza masiva contra los británicos. Para levantar el ánimo, insistió en que las nuevas mejoras en los misiles tendrían un impacto decisivo en el resultado de la guerra. En esos días tuvo lugar el desembarco de Normandía (6 de junio de 1944) y los Aliados se afianzaron en Francia, mientras en el frente oriental los soviéticos expulsaron a la Wehrmacht en Bielorrusia y penetraron en los países bálticos, Polonia y los Balcanes. En julio, Goebbels y Speer continuaron presionando a Hitler para que llevara la economía al límite de guerra total.

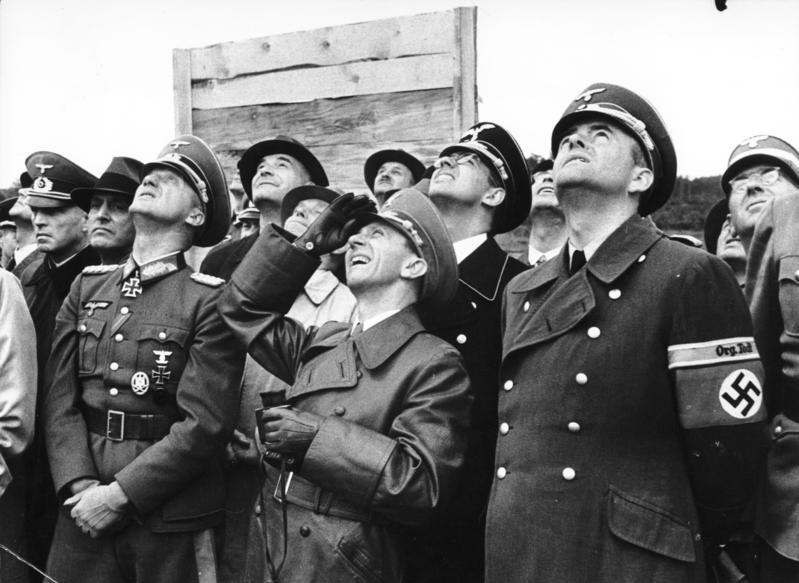
Goebbels (al centro) y Speer (a la derecha) observan pruebas de misiles en el centro de investigaciones militares de Peenemünde (agosto de 1943).

El 20 de julio de 1944, Hitler sobrevivió a un intento de asesinato en el que un grupo de oficiales del Ejército detonó una bomba en el principal cuartel de campaña de Prusia Oriental, la «Guarida del Lobo» (Wolfsschanze). Después ese evento, el conspirador Paul von Hase ordenó al batallón de Otto Ernst Remer asegurar la sede del Gobierno y arrestar al ministro de Propaganda, su secretario Wilfred von Oven y el ministro de Armamentos, Speer, que estaban presentes en ese lugar. En el edificio ministerial, Goebbels tuvo acceso a un teléfono para llamar a Hitler e hizo arreglos para que este último pudiera hablar con Remer. Acto seguido, Hitler le preguntó al militar si reconocía su voz, porque Remer creía que Hitler había muerto, y le ordenó acabar con el complot en Berlín. Los historiadores Aristotle Kallis y Peter Hoffmann indican que el papel de Goebbels en el fracaso del golpe fue sobrestimado posteriormente, ya que su intervención con la llamada telefónica no fue la causa principal. En primer lugar, la posibilidad de éxito se redujo porque Hitler permanecía con vida. Segundo, los conspiradores no pudieron tomar completamente la radiodifusión y las telecomunicaciones, lo que permitió al Alto Mando de la Wehrmacht tomar contramedidas. Por último, la noticia de que Hitler había sobrevivido se difundió a las 17:42 h, pero la llamada telefónica Remer con Hitler no se produjo hasta las 18:35-19:00 h. Seis días después, Goebbels explicó su versión de los hechos en un discurso transmitido por radio. Al final, el atentado favoreció a quienes habían estado presionando por un cambio de estrategia: Bormann, Goebbels, Himmler y Speer.
El 25 de julio, Goebbels fue nombrado «plenipotenciario para la guerra total» (Generalbevollmächtigten für den totalen Kriegseinsatz), con la férrea oposición de Göring. Ahora estaba a cargo de aumentar al máximo la mano de obra en la Wehrmacht y la industria de armamentos, a costa de sectores económicos no cruciales para el esfuerzo de guerra. Con esta reestructuración, fue capaz de liberar casi medio millón de hombres para el servicio militar, pero, debido a que muchos de estos nuevos reclutas procedían de la industria armamentista, el traslado entraba en conflicto con el ministro de Armamentos, Albert Speer. Los trabajadores sin formación de otros departamentos no se adaptaban fácilmente a la industria de armamentos y, del mismo modo, los nuevos reclutas de la Wehrmacht esperaban su turno en los cuarteles para ser entrenados. El 18 de octubre de 1944, a petición de Hitler, se formó el Volkssturm (lit., «fuerzas civiles de asalto»), una milicia de hombres alemanes que antes se consideraban no aptos para el servicio militar. Goebbels anotó en su diario que unos 100 000 miembros del Volkssturm prestaron juramento en su Gau, pero estos hombres, en su mayoría de edades comprendidas entre los 45 y 60 años, solo recibieron entrenamiento rudimentario y muchos no estaban armados correctamente. Según el historiador Richard J. Evans, la idea de que estos soldados pudieran servir eficazmente en el frente contra los tanques y artillería soviéticos no era «muy realista», por lo que el programa no tuvo mucho apoyo.
Surgieron esperanzas en una guerra submarina, que fueron abandonadas en 1943. Ese mismo año se anunciaron nuevas «armas milagrosas» (Wunderwaffe), que muchos esperaban que suscitaran un punto de inflexión en la guerra. Sin embargo, cuando finalmente se pusieron en uso en junio de 1944, tuvieron poco efecto. En diciembre de 1944 Goebbels mencionó en su diario que la batalla de las Ardenas acabaría resultando en una «aplastante victoria» alemana, una «Cannae de proporciones inimaginables». Sin embargo, escasearon el combustible y las municiones y la inferioridad en el aire era irremediable. En ese momento, consideró que estos problemas eran irrelevantes y, tras una reunión con Hitler, anotó en su diario: «Las baterías se recargan otra vez». Mientras avanzaba la guerra el escepticismo de Goebbels crecía y, con algo de retraso, la población alemana conoció el desastre de la operación militar. A este fracaso se unió poco después la ofensiva del Vístula-Óder lanzada por el Ejército Rojo, que empequeñeció la propaganda nazi a publicaciones defensivas y con posibles consecuencias de una victoria de los enemigos. Hitler era presentado como el garante de la victoria, pero esto se tornó inverosímil en vista de los continuos malos resultados.

## Derrota y suicidio
En los últimos meses de la guerra, los discursos y publicaciones de Goebbels adquirieron un tono cada vez más «apocalíptico» y llamaba a los ciudadanos a «soportar valientemente la batalla para alcanzar la grandeza». A principios de 1945, con los soviéticos en el río Óder y el resto de potencias aliadas preparándose para cruzar el Rin, ya no podía ocultar el hecho de que la derrota era inevitable. Berlín tenía pocas fortificaciones, artillería y unidades del Volkssturm, pues casi todo lo que había fue enviado al frente de guerra. El 21 de enero, anotó en su diario que millones de alemanes estaban huyendo hacia el oeste. Con Hitler discutió la propuesta de negociar la paz con las potencias occidentales, pero el líder nazi rechazó nuevamente esa idea. En privado, Goebbels estaba indeciso sobre insistir en el asunto, ya que no quería perder la confianza del Führer. Cuando otros líderes nazis recomendaron a Hitler abandonar la capital y establecer un nuevo centro de resistencia en el reducto nacional en Baviera, Goebbels se opuso y dijo que harían una «última resistencia heroica» en Berlín. Su familia se trasladó a su residencia en Berlín a la espera del fin. Su hijastro Harald Quandt, primogénito de Magda de su anterior matrimonio, había servido en la Luftwaffe y cayó prisionero ante las fuerzas aliadas.
Posiblemente, Goebbels discutió con su esposa el suicidio y el destino de sus hijos durante una larga reunión que tuvieron en la noche del 27 de enero. Ya había mencionado sus intenciones de suicidarse en junio de 1943. Por ejemplo, en un editorial de octubre de 1944, escribió: «Para una persona, nada sería más fácil que despedirse de este mundo». El 28 de febrero de 1945 declaró en un discurso por radio que «moriría con sus hijos defendiendo la ciudad capital». En consecuencia, en marzo Hitler le permitió quedarse en Berlín durante el asedio con su familia. Goebbels entendía que los Aliados castigarían los actos cometidos por el régimen y no tenía intenciones de someterse a la «debacle» de un juicio. Quemó sus documentos privados en la noche del 18 de abril.
En los últimos días, Goebbels trataba de animar a Hitler y le dijo que tendrían un «milagro de la providencia» luego del fallecimiento del presidente de Estados Unidos, Franklin Delano Roosevelt, el 12 de abril, como había ocurrido en 1762. No se sabe si Hitler consideró en serio este evento como un punto de inflexión cuando Goebbels se lo comunicó. Por esos días, obtuvo la posición que tanto había deseado hacía tiempo: estar al lado de Hitler. Göring fue deshonrado por insinuar la incompetencia de Hitler en el búnker, aunque no fue despojado de sus cargos oficiales hasta el 23 de abril. Himmler, cuyo nombramiento como comandante del Grupo de Ejércitos Vístula había conducido a la derrota en el Óder, también había perdido el favor del Führer.
La mayor parte del círculo cercano de Hitler —Göring, Himmler, Ribbentrop y Speer, entre otros— se estaba preparando para abandonar la capital inmediatamente después de la celebración del cumpleaños del Führer (20 de abril). Incluso Bormann, el secretario personal de Hitler, «no estaba ansioso» de seguir con él hasta el final. El 22 de abril, Hitler anunció que permanecería en Berlín y se pegaría un disparo en la cabeza. Ese mismo día, Goebbels se trasladó con su familia al Vorbunker, conectado al búnker del Führer bajo el jardín de la Cancillería del Reich en el centro de la capital; le dijo al vicealmirante Hans-Erich Voss que no se entretendría con la idea de entregarse a los Aliados o escapar. El 23 de abril, Goebbels hizo un anuncio público en el que instó a los berlineses a defenderse durante los ataques a la capital, ya que en ese momento los soviéticos estaban a pocos días de llegar a la Cancillería del Reich. Después de la medianoche del 29 de abril, Hitler se casó con Eva Braun en una pequeña ceremonia civil en el Führerbunker y organizó un modesto desayuno de bodas con su nueva esposa. Llamó a su secretaria, Traudl Junge, a otra habitación y dictó su última voluntad y testamento; Goebbels y Bormann estuvieron presentes como testigos. En el testamento, Hitler decidió no elegir un nuevo Führer o líder del NSDAP y, en su lugar, el cargo de canciller del Reich fue delegado a Goebbels, Karl Dönitz (quien estaba en Plön) fue nombrado presidente del Reich y Bormann ocupó el Ministerio del NSDAP. Goebbels escribió una posdata en el testamento declarando que «se negaba categóricamente» a obedecer la orden de Hitler de abandonar Berlín y era «la primera vez en mi vida» que no cumpliría con las órdenes de Hitler. Se sintió obligado a permanecer con él «por razones de humanidad y lealtad personal» y que junto a su esposa e hijos «acabarían sus vidas al lado del Führer».
A mitad de la tarde del 30 de abril, Hitler se suicidó con un disparo en la cabeza. Goebbels se deprimió por su muerte y, según el sargento mayor Rochus Misch, mencionó que caminaría por el jardín de la Cancillería del Reich hasta que los bombardeos rusos lo mataran. Voss relató que Goebbels dijo: «Es lamentable que un hombre como este ya no esté más tiempo entre nosotros y que no pueda hacer más por nosotros. Ahora todo está perdido y la única salida que nos queda es la que Hitler eligió. Voy a seguir su ejemplo». Seguido a esto, Goebbels, Bormann y algunos oficiales presentes en el búnker decidieron enviar al general Hans Krebs, quien podía hablar ruso, a negociar un armisticio con los soviéticos. Alrededor de las 03:00-04:00 h, Krebs y el coronel Theodor von Dufving llegaron al cuartel soviético bajo una bandera blanca para entrevistarse con el comandante del 8.º Ejército de Guardias, Vasili Chuikov, con instrucciones de entregarle una carta firmada por Bormann y Goebbels informándole sobre la muerte de Hitler y solicitando la tregua. Sin embargo, Chuikov no estaba dispuesto a aceptar los términos de la carta ni a negociar con Krebs, ya que seguía las órdenes de Stalin de exigir la rendición incondicional de los alemanes. Debido a que no tenía autorización para capitular, Krebs regresó al búnker. Al conocer la noticia, Goebbels determinó que más esfuerzos serían inútiles, porque no iba a permitir la rendición incondicional. En el transcurso de la mañana del 1 de mayo, Bormann y Goebbels enviaron mensajes de radio a Dönitz informándole sobre la muerte de Hitler: «Díganle a Dönitz que no solo somos capaces de vivir y luchar, sino también de morir», dijo Goebbels a Hans Baur, piloto personal de Hitler. En su testimonio, Voss relató lo que ocurrió a su salida del búnker: «[...] mientras me despedía, le pedí a Goebbels que se uniera a nosotros. Pero él respondió: “Un capitán nunca abandona su barco que se hunde. He pensado en todo y decidimos permanecer aquí. No tengo adónde ir, porque con los niños pequeños no podré escapar, sobre todo con una pierna como la mía...”».

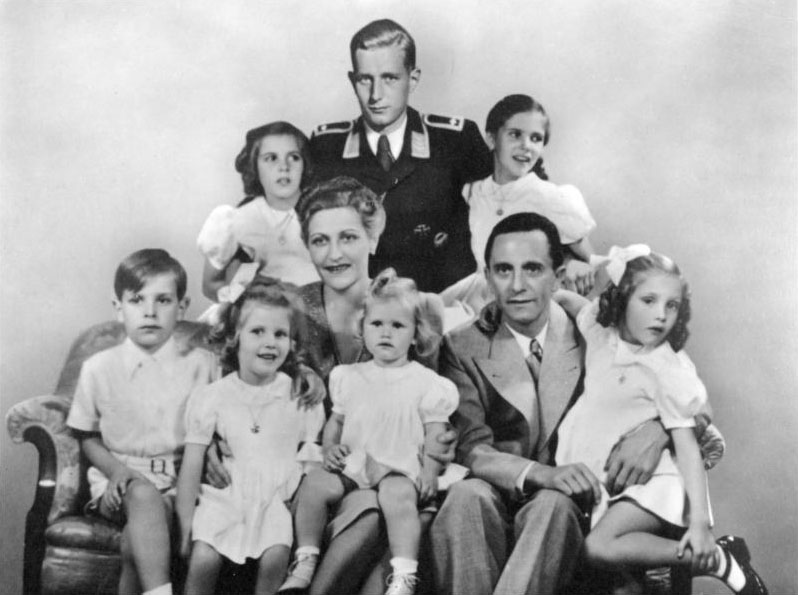
Goebbels añadió a su hijastro Harald Quandt, ausente debido al servicio militar, en esta foto manipulada de 1944.

En la noche, Goebbels llamó a un dentista de las SS, Helmut Kunz, para inyectar morfina a los seis niños y así, cuando estuvieran inconscientes, aplastar una ampolla de cianuro en cada una de sus bocas. Según el testimonio de Kunz, él solo inyectó morfina a los niños y fueron Magda Goebbels y Ludwig Stumpfegger, médico personal de Hitler, quienes administraron las ampolletas. Alrededor de las 20:30-20:40 h, Goebbels y su esposa abandonaron el búnker y caminaron hasta el jardín de la Cancillería, donde se suicidaron. Existen varias versiones diferentes de este evento: en una, la más conocida, Goebbels disparó el arma contra su esposa y luego se suicidó; en otra versión, primero tomaron un poco de las ampolletas de cianuro e inmediatamente unos soldados les dieron el tiro de gracia. En 1948, Günther Schwägermann, ayudante de Goebbels, testificó que la pareja caminaba frente a él subiendo escaleras y salió al jardín de la Cancillería. Schwägermann esperó en el hueco de las escaleras y oyó los disparos. Después, subió y, una vez fuera, vio los cuerpos sin vida del matrimonio. Bajo órdenes previas, un soldado de las SS disparó varias veces al cuerpo de Goebbels para rematarlo; trataron de incinerar los cuerpos con gasolina, pero los restos no se quemaron ni fueron enterrados. También está el testimonio de uno de los empleados del búnker, el mecánico Johannes Hentschel, quien más tarde contó a Misch que Goebbels se suicidó en su habitación en el búnker, luego de una acalorada discusión, y Magda en el Vorbunker, en las primeras horas del 2 de mayo.
La muerte de Goebbels eliminó el último obstáculo que impedía al general Helmuth Weidling, último comandante del área defensiva de Berlín, aceptar los términos de rendición incondicional de su guarnición, pero eligió retrasar la petición hasta la mañana siguiente para permitir que sus subordinados huyeran en la noche. La batalla de Berlín duró hasta el 2 de mayo y supuso grandes pérdidas para ambos bandos. El Ejército Rojo tuvo unas bajas de más de 350 000 soldados, mientras que las bajas alemanas solo se han podido estimar en aproximadamente 100 000. Unos días más tarde, Voss fue llevado de vuelta al búnker por los soviéticos para identificar los cadáveres parcialmente carbonizados de Joseph y Magda Goebbels y los de sus hijos. Sus restos y los de Hitler, Eva Braun, el general Krebs y los perros de Hitler fueron enterrados y exhumados en varias ocasiones. El último entierro ocurrió en las instalaciones del SMERSH en Magdeburgo, el 21 de febrero de 1946. En 1970, Yuri Andrópov, director de la KGB, autorizó una operación para destruir los restos. El 4 de abril de 1970, un equipo de la KGB utilizó mapas detallados del entierro para exhumar cinco ataúdes de madera en las instalaciones de Magdeburgo. El contenido de las cajas fue incinerado, aplastado y arrojado al río Biederitz, un afluente cercano al Elba.

## Antisemitismo, complicidad en el Holocausto y legado

### El antisemitismo de Goebbels

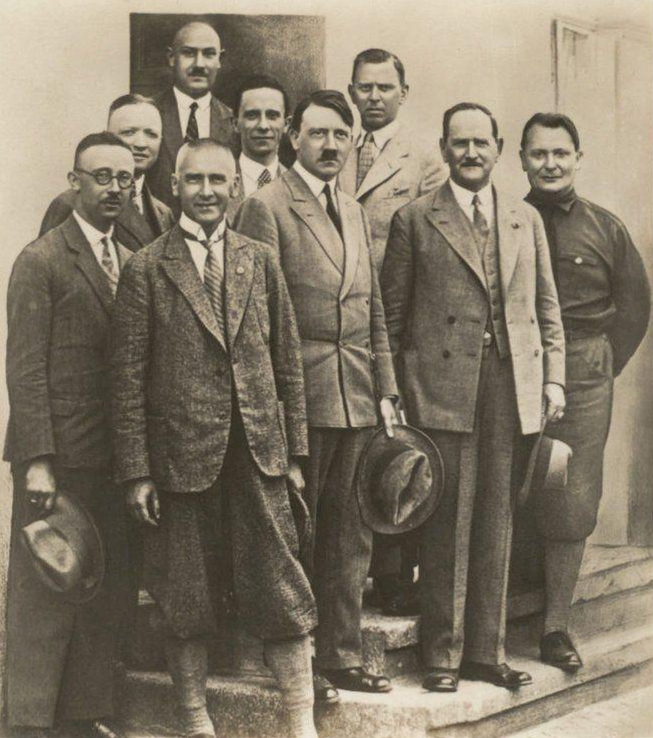
Fotografía de algunos líderes nazis reunidos en la villa turística de Bad Elster. De izquierda a derecha: Himmler, Mutschmann, Frick, Goebbels, Hitler, Schaub, Epp y Göring.

Al igual que muchos alemanes de la época, Goebbels tenía tendencias antisemitas desde muy joven, aunque esto no evitó que tuviera una relación amistosa con Else Janke, quien era mitad judía, ni provocó problemas con su asesor de tesis doctoral Max Freiherr von Waldberg, también descendiente de judíos. Después de unirse al NSDAP y conocer a Hitler, su antisemitismo creció y se hizo más radical. Veía a los judíos como una «fuerza destructiva» con efectos negativos en la sociedad alemana. No obstante, el antisemitismo de Goebbels no era como el de Hitler, predominantemente racista; en su lugar, sus bases eran nacionalistas y anticapitalistas, desarrolladas en sus años con Strasser. Para explicar este punto, el historiador Helmut Heiber dice: «El antisemitismo de Goebbels no era como el de su Führer. [...] Su hostilidad hacia los judíos fue adquirida cuando se unió al partido y la utilizó como herramienta política. [...] Su lucha no era metafísica como la de Hitler, sino que era más intelectual, [...] contra el demonio plástico de la corrupción judía». Otro historiador, Christian T. Barth, concluye que el antisemitismo de Goebbels era una «mezcla de elementos políticos pragmáticos e ideológicos fanatizados». Según Goebbels, los judíos —como «elementos foráneos»— no tenían mentalidad nacionalista y creyó que entregarían el país a sus enemigos. También los odiaba por su poder monetario: «El dinero es la fuerza del mal y el judío es su satélite», pero también indicó en su diario que encontraría resistencia por «grupos burgueses amigos de los judíos» y, por tanto, «la lucha de clases no terminaría con la simple eliminación [de los judíos]».
Después de que los nazis tomaron el poder, presionó insistentemente a Hitler a tomar medidas contra los judíos; sin embargo, a pesar a su extremo antisemitismo, Goebbels consideraba que el racismo biológico era una «una tontería del materialismo racial» e innecesario para el nacionalsocialismo, que la ideología de Himmler era «en muchos aspectos, demente» y consideró que las teorías de Alfred Rosenberg eran «ridículas». Por esto, no confiaba plenamente en los llamados «arios» que el sector racista del NSDAP defendía. En un viaje a Suecia, por ejemplo, Goebbels veía con desprecio a la «raza rubia»: «Por fuera son germanos, por dentro mitad judíos».

### Persecución de los judíos
Uno de los objetivos del NSDAP era excluir a los judíos en la vida cultural y económica alemana y, por consiguiente, eliminarlos de todo el país. Además de sus actividades en la propaganda antisemita, Goebbels promovió activamente la persecución de los judíos mediante los pogromos, legislaciones y otras acciones. En Berlín instituyó medidas discriminatorias durante los primeros años del régimen nazi, que incluían prohibiciones para usar el transporte público, exigir que las tiendas judías colocaran avisos distintivos, rechazarles la entrada a circos, zoológicos, piscinas, etc., y medidas más severas como la expropiación de «grandes viviendas».
Por órdenes del Ministerio de Propaganda, la Reichskulturkammer (Cámara de Cultura del Reich) intentó eliminar a los judíos del ámbito cultural, pero esto resultó más complicado de lo que Goebbels había pensado inicialmente. Con las leyes raciales de 1935 (Nürnberger Rassengesetze) pudo discriminar a los descendientes de judíos y los alemanes que se casaban con mujeres de ese grupo étnico. En una conversación con el Gauleiter de Turingia, Fritz Sauckel, Goebbels manifestó que se «desharía del estorbo» para los «verdaderos» artistas alemanes. En mayo de 1938 entregó un memorándum al jefe de la Policía de Berlín, Wolf-Heinrich von Helldorff, para aplicar controles sorpresa y persecución a los judíos.
El 7 de noviembre de 1938, el diplomático alemán Ernst vom Rath fue asesinado en París por Herschel Grynszpan, un joven judío de origen polaco en venganza por la deportación de 12 000 judíos a Polonia. En la noche del 8 de noviembre, la situación se agudizó por un discurso de Goebbels en una reunión del NSDAP donde indirectamente llamó a los miembros del partido a estimular la violencia contra judíos en una serie espontánea y encubierta de actos vandálicos. Aproximadamente un centenar de judíos murieron, detuvieron a otros 80 000 en redadas, varios cientos de sinagogas fueron dañadas o destruidas y miles de tiendas de judíos quedaron destrozadas en Alemania y Austria en un evento conocido como la «noche de los cristales rotos» (Kristallnacht). La policía recibió instrucciones precisas de detener únicamente a judíos, proteger los negocios de «ciudadanos alemanes» e ignorar la destrucción de los comercios de judíos. Alrededor de 30 000 hombres judíos fueron enviados a campos de concentración. La agitación se detuvo tras la conferencia celebrada el 12 de noviembre, donde Göring dijo que la destrucción de la propiedad judía era, en efecto, la destrucción de propiedad alemana y que, en su lugar, promulgarían leyes para expropiar y confiscar todo; también estimó que la Kristallnacht causó 220 millones de marcos en daños materiales. Himmler, Speer y Rosenberg también criticaron duramente a Goebbels, porque, entre otras cosas, no les consultó primero. Hitler y Goebbels propusieron que los judíos debían salir del país en un plazo de diez años; incluso pensaron en desterrarlos a una isla lejana como Madagascar.
Goebbels intensificó su campaña de propaganda antisemita y, el 30 de enero de 1939, ayudó a escribir el discurso de Hitler para el Reichstag:

Wenn es dem internationalen Finanzjudentum in- und außerhalb Europas gelingen sollte, die Völker noch einmal in einen Weltkrieg zu stürzen, dann würde das Ergebnis nicht die Bolschewisierung der Erde und damit der Sieg des Judentums sein, sondern die Vernichtung der jüdischen Rasse in Europa!
Si los judíos que dirigen las finanzas internacionales dentro y fuera de Europa consiguen lanzar una vez más a las naciones a otra guerra mundial, la consecuencia no será la bolchevización de la tierra y, por tanto, la victoria judía, sino la aniquilación de la raza judía en Europa.

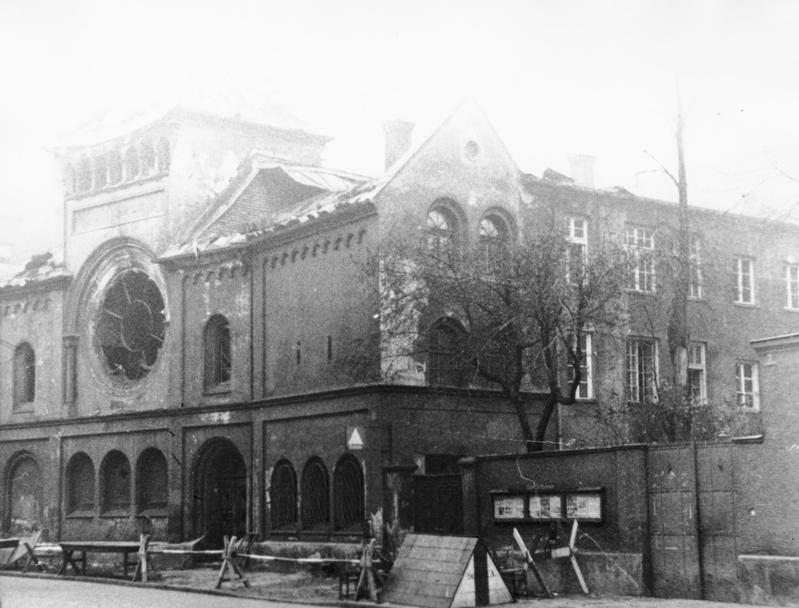
Ruinas de una sinagoga en Múnich después de la noche de los cristales rotos (9-10 de noviembre de 1938).

Aunque Goebbels intentaba expulsar a los judíos de Berlín desde 1935, para 1940 seguían viviendo 62 000 de ellos en la ciudad. Parte de la demora era debido a que se necesitaban como trabajadores en la industria de armamentos. Las deportaciones de judíos alemanes comenzaron en octubre de 1941, cuando el primer camión de confinados partió de la ciudad el 18 de octubre y algunos murieron fusilados inmediatamente al llegar a sus destinos, como Riga y Kaunas. En la preparación de las deportaciones, Goebbels ordenó que todos los judíos alemanes fueran obligados por ley a llevar una estrella amarilla (Judenstern) como identificación a partir del 5 de septiembre de 1941; además, las raciones de comida en los guetos fueron reducidas y las viviendas fueron señaladas con una marca distintiva. El 6 de marzo de 1942 recibió una copia de las actas de la Conferencia de Wannsee, que dejó bien clara la política nazi: la población judía europea debía ser enviada a campos de exterminio en las zonas ocupadas de Polonia y, posteriormente, erradicada. En las anotaciones de su diario personal muestran que era consciente del futuro planeado para los judíos. El 27 de marzo de 1942 escribió: «A grandes rasgos, probablemente se puede decir que el 60 % [de los judíos] será liquidado, mientras que el 40 % se mantendrá en trabajos forzados... Se ha tomado una decisión sobre los judíos, que es una barbaridad, pero bien merecida».
Goebbels tenía frecuentes discusiones con Hitler sobre este tema, que lo comentaba casi siempre desde que se conocieron. A diferencia de otros miembros del régimen, no tuvo una participación significativa en la respuesta al «problema judío», pero estuvo al tanto del genocidio en los campos de concentración y lo apoyaba completamente. De hecho, fue uno de los pocos altos funcionarios del NSDAP en mencionarlo públicamente.

### Posteridad
El suicidio de Goebbels imposibilitó su enjuiciamiento, pues había meditado en esta solución el año anterior a la derrota como la única manera de evitar la «vergüenza internacional». Sin embargo, los nazis capturados revelaron datos sobre la participación directa de Goebbels en las políticas y procedimientos clandestinos del Tercer Reich. En los juicios de Núremberg tampoco se incluyó a Hitler, Himmler y otros que se habían suicidado o desaparecido antes de comenzar el proceso judicial. Uno de los secretarios de Goebbels, Hans Fritzsche, fue detenido por los soviéticos y procesado por crímenes de guerra y lesa humanidad. En la audiencia dijo que esas acusaciones eran «absurdas» y que estaba siendo tratado como «sustituto de Joseph Goebbels, a quien realmente querían condenar». El 30 de septiembre de 1946 fue absuelto por falta de pruebas. Durante y después de la Segunda Guerra Mundial, los Aliados divulgaron contrapropaganda denunciando «mentiras» y «calumnias» que Goebbels dijo contra ellos. Debido a esto, los hechos reales fueron distorsionados y mezclados con falsedades y, como resultado, el apellido Goebbels se utiliza como estereotipo político para desacreditar a personas que supuestamente usan propaganda engañosa y exagerada o discursos persuasivos y métodos muy controvertidos.

## Vida privada

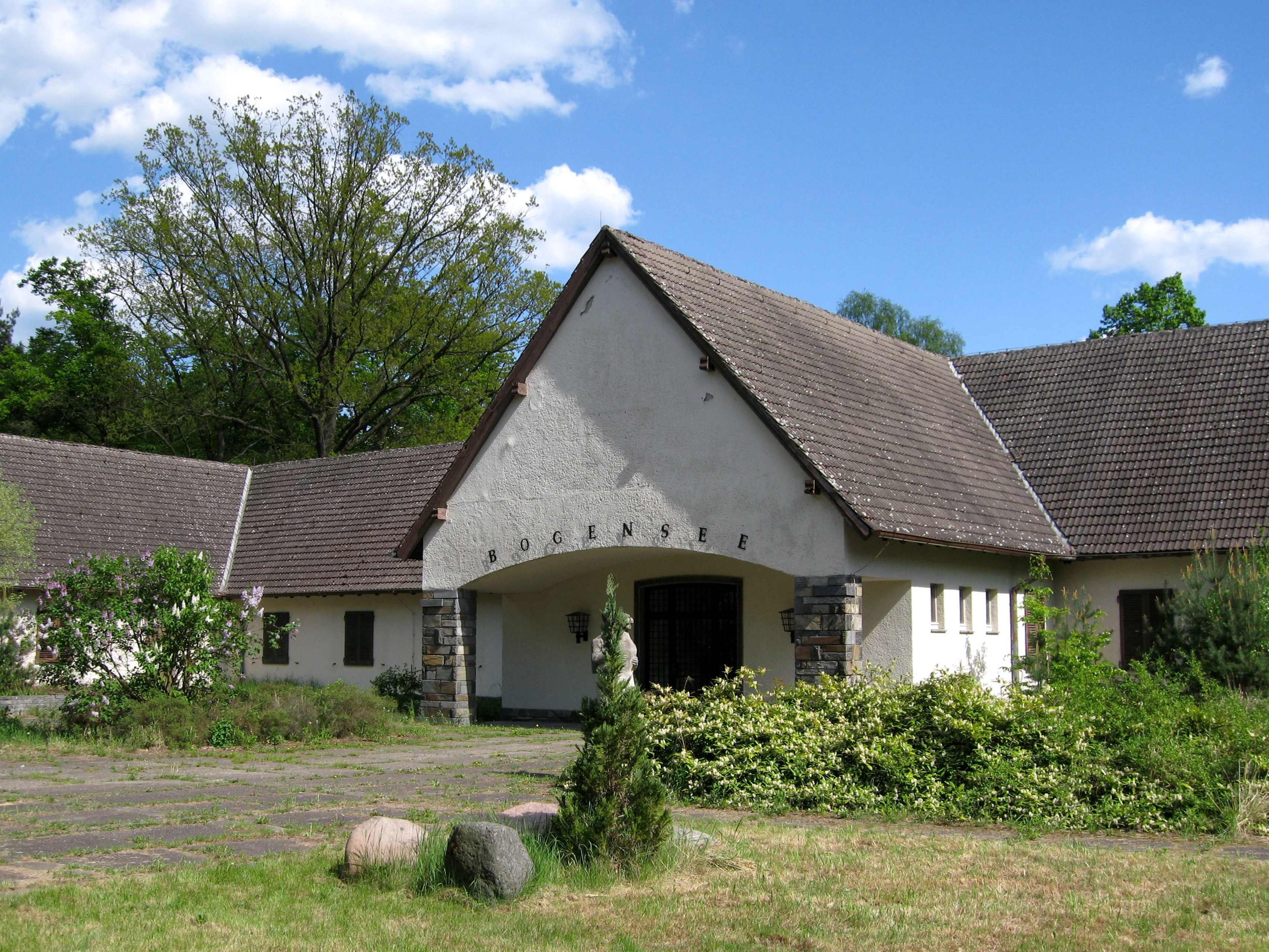
Villa Bogensee, una de sus residencias en la periferia de Berlín.

El sueldo de ministro de Propaganda le permitió tener un estilo de vida opulento. En junio de 1933 adquirió un apartamento en la Hermann-Göring-Straße (hoy Ebertstraße) que su compañero Albert Speer reformó. Tres años después, compró una costosa propiedad en la isla residencial de Schwanenwerder (Wannsee) y allí construyó una villa. Esto fue posible por los ingresos provenientes de la editorial del partido, Eher-Verlag, que adquirió los derechos para la publicación de sus diarios. En 1938 forzó a su vecino Samuel Goldschmidt, un banquero judío, a que le vendiera su propiedad a un precio muy bajo. En Berlín, Goebbels adquirió una cabaña de madera en una gran parcela frente al lago Bogensee y añadió una casa de campo que visitaba ocasionalmente. En el verano de 1939 compró una nueva residencia palaciega a un costo de 3.2 millones de marcos.
La familia Goebbels estaba integrada por Harald Quandt —nacido en 1921, hijo del primer matrimonio de Magda y el único que sobrevivió a la guerra—, Helga Susanne (1932), Hildegard «Hilde» Traudel (1934), Helmut Christian (1935), Holdine «Holde» Kathrin (1937), Hedwig «Hedda» Johanna (1938) y Heidrun «Heide» Elisabeth (1940). Sus nombres comenzaban con la letra H para conmemorar el apellido del Führer. Eran filmados, fotografiados y promocionados durante el régimen como el ideal ario. Hitler les tenía mucho afecto a Magda y a los niños y disfrutaba su estancia en el apartamento de Goebbels en Berlín. Magda tenía una estrecha amistad con Hitler y pronto se convirtió en la representante no oficial del régimen, ya que recibía cartas de mujeres de toda Alemania con preguntas sobre asuntos nacionales, como la custodia de menores.

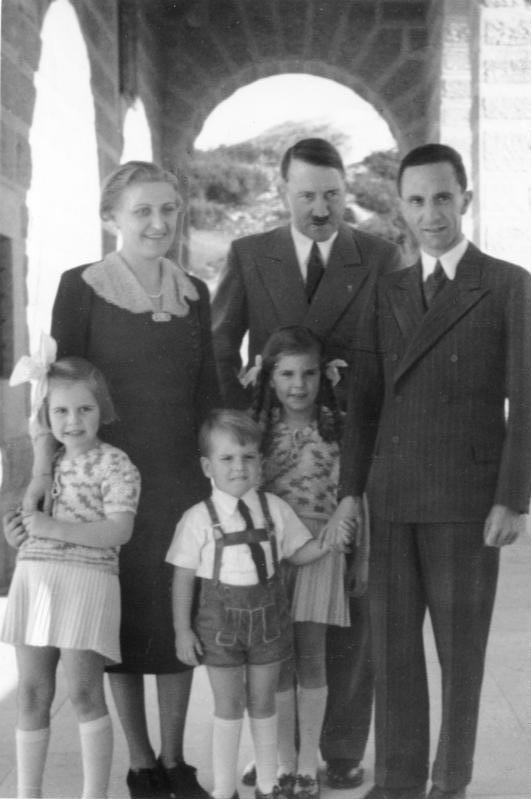
Imagen tomada después de la reconciliación del matrimonio, junto a Hitler en 1938.

En 1936, Goebbels conoció a la actriz checoslovaca Lída Baarová y, durante el invierno de 1937, tuvo un breve romance con ella. Tenía pensado cambiar su puesto de ministro por el de embajador en Japón y casarse con ella. El 15 de agosto de 1938, Hitler tuvo una larga conversación con Magda respecto a esta cuestión. No dispuesto a soportar un escándalo que involucrara a uno de sus principales ministros, exigió a Goebbels que pusiera fin a esa relación adúltera. A partir de entonces, Joseph y Magda parecieron estar en una tregua. Sin embargo, el matrimonio tuvo otra crisis a finales de septiembre y, una vez más, Hitler se involucró e insistió en que debían permanecer juntos. En octubre de ese año organizó una sesión de fotos del matrimonio Goebbels reconciliado junto a él. Goebbels pensó que con el nacimiento de su sexta hija, Heide, su reconciliación sería definitiva. Magda también mantuvo algunas aventuras amorosas, como su relación con Kurt Ludecke en 1933 o Karl Hanke en 1938, en quien trató de buscar consuelo durante la primera crisis.
En noviembre de 1942, el ingeniero Hansheinrich Kummerow fue arrestado por intentar asesinar a Goebbels. Kummerow trabajaba para la empresa electrónica Loewe-Radio-AG y pertenecía al grupo de espías comunistas Orquesta Roja (Roten Kapelle). Su plan era colocar una bomba accionada con control remoto en un puente a la isla de Schwanenwerder y detonarla cuando el automóvil de Goebbels atravesara el lago, pero Kummerow fue descubierto en el acto y detenido. El 18 de diciembre de 1942, el Tribunal Marcial del Reich lo sentenció a morir en la guillotina y, el 4 de febrero de 1944, fue ejecutado en Halle. Después de este incidente, Goebbels fortificó su residencia en la isla, ordenó inspeccionar cuidadosamente a los visitantes y su familia recibió más protección. Asimismo, Hitler le regaló un Mercedes blindado como regalo de Navidad.
Uno de los biógrafos de Joseph Goebbels, Peter Longerich —catedrático de Historia Contemporánea de la Universidad de Londres—, explica que Goebbels sufría «un trastorno narcisista de la personalidad que le hacía buscar adictivamente el reconocimiento y el elogio», lo que explicaría, según el biógrafo, su «casi absoluta devoción a Hitler, su obsesión con su propia imagen y el hecho de que pasara una considerable parte de tiempo enzarzado en largas batallas contra sus competidores en el entorno de Hitler». Debido a su rol protagonista para el NSDAP y a su lealtad a Hitler, se convirtió en uno de sus más fieles amigos. Sin embargo, Longerich afirma: «No creo que Hitler tuviera ningún amigo personal. Y en el caso de Goebbels, admiraba a Hitler y era extremadamente dependiente de él. No llamaría a eso amistad». Goebbels tuvo desencuentros con varios asesores de Hitler, como la cineasta Leni Riefenstahl, quien en 1936 exigió al Ministerio de Propaganda una cuantiosa financiación para sus películas.

## Publicación de su diario

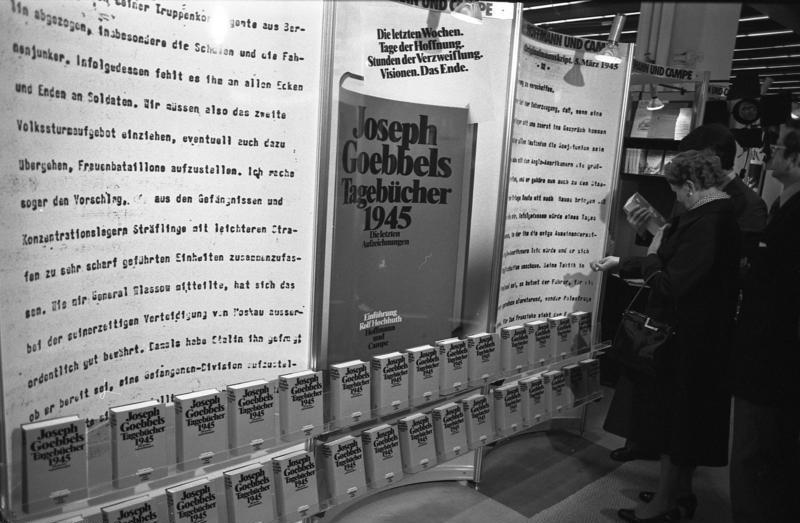
Lanzamiento de una edición del diario de Goebbels en la Feria del Libro de Fráncfort de 1977.

El diario en el que trabajó casi toda su vida, elaborado desde octubre de 1923 hasta su muerte, contenía entre 6000 y 7000 páginas manuscritas y 50 000 mecanografiadas. El historiador Toby Thacker —catedrático de Historia Moderna de Europa en la Universidad de Cardiff— mencionó que «Goebbels era consciente de que su diario personal era un documento histórico importante y tenía esperanzas de volver a trabajar algunos pasajes para una futura publicación, por lo que dedicaba horas para cada entrada». La mayoría de estos papeles fue destruida durante los bombardeos de los Aliados sobre la Cancillería del Reich en Berlín. A partir de los fragmentos, el Institut für Zeitgeschichte (lit., «Instituto de Historia Contemporánea»; abreviado IfZ) y, posteriormente, la investigadora Elke Fröhlich publicaron en Múnich varios volúmenes compilatorios en 1948, 1960 y 1977. En 1987, el IfZ y Fröhlich presentaron una versión más completa: Die Tagebücher von Joseph Goebbels. Sämtliche Fragmente (cuatro tomos). En 1992, Fröhlich descubrió en los archivos de Moscú unas láminas de vidrio que Goebbels usó para guardar parte de sus textos en placas de microfichas. A partir de estos documentos recuperados se publicó una nueva edición de 29 volúmenes entre 1992 y 2005, con numerosas enmiendas en 2007 y 2008.
Según una crítica del historiador Hans Günter Hockerts en 1999, el material original es «una fuente valiosa de historia del nacionalsocialismo», como el «testimonio en primera persona y durante dos décadas continuas de este líder político nazi» y que tiene una «presentación única». Longerich destacó la importancia de los diarios por su «perspectiva interna de la estructura de poder nazi» y una «vista sin obstrucciones del dictador». De hecho, la historiadora Angela Hermann mencionó que con este diario personal las nuevas publicaciones sobre el período nazi cuentan con «información que antes no estaba disponible». Sin embargo, para el investigador Bernd Sösemann estas ediciones del IfZ carecen de críticas de fuentes y, en gran medida, «no cumplen con las exigencias que caracterizan de manera conceptual, metodológica y sustantiva a una edición científica».
En 2010, Longerich enfatizó la importancia sobresaliente de los diarios por las «percepciones sobre el interior de la estructura de poder nacionalsocialista» y la exactitud de las fechas en las entradas, reuniones con varias personas involucradas y también el contenido básico de sus «grabaciones de las conversaciones». Sin embargo, según Longerich, el principal problema de los diarios es que «representan el intento consciente del propagandista Goebbels de crear una fuente principal para una historia escrita posterior del nacionalsocialismo y, en particular, influir masivamente, si no controlar, la interpretación futura de su propio rol histórico». Anton Ritthaler ya había expresado esta opinión en 1949 en una revisión de la primera edición del diario, que veía como «noticias y reflexiones [que] ya estaban rechazadas para su publicación en el momento de la redacción», puesto que la intención de Goebbels era «presentarse al día siguiente, luego de superar felizmente el peligro, como la máquina superior, el luchador incansable, el admirador constante del líder, en resumen: como la roca rompiendo las olas», de modo que los contenidos eran vigorosamente estilizados en esa dirección. En su disertación de 2008 sobre los diarios de Goebbels de 1938 y 1939, Hermann concluyó que estos eventos esencialmente reproducen eventos que corresponden al nivel de información que tenía Goebbels.
En agosto de 1955, el financiero suizo François Genoud obtuvo el permiso de los familiares de Goebbels para el uso exclusivo de los diarios. En 2002, Sösemann criticó que el IfZ lograse una rápida publicación de los volúmenes «mediante arreglos sospechosos con el admirador de Goebbels, François Genoud». Poco antes de suicidarse en 1996, Genoud transfirió a su antigua asesora legal Cordula Schacht, hija del ministro de Economía de Hitler, Hjalmar Schacht, «el control exclusivo de los derechos de autor de las obras de Joseph Goebbels», que abarcan sus diarios, obras de teatro y poemas. Schacht comparte la mitad de las regalías con los herederos de Goebbels.

## Obras
Bibliografía seleccionada de Joseph Goebbels, ordenada desde la primera edición. Se incluyen algunas trascripciones de sus discursos y la publicación póstuma de su diario.
Textos publicados
- Das kleine abc des Nationalsozialisten. Freiheit und Brot! (en alemán). Elberfeld: Verlag der Arbeitsgemeinschaft Nordwest. 1925. OCLC 719003722.
- Die zweite Revolution. Briefe an Zeitgenossen (en alemán). Zwickau: Streiter-Verlag. 1926. OCLC 931986132.
- Wege ins Dritte Reich. Briefe und Aufsätze für Zeitgenossen (en alemán). Múnich: Franz-Eher-Verlag. 1927. OCLC 931986286.
- „Der Nazi-Sozi“ – Fragen und Antworten für den Nationalsozialisten (en alemán). Elberfeld: Verlag der Nationalsozialistischen Briefe. 1927.
- Das Buch Isidor. Ein Zeitbild voll Lachen Haß (en alemán). [Coautor: Hans Schweitzer]. Múnich: Franz-Eher-Verlag. 1928.
- Michael. Ein deutsches Schicksal in Tagebuchblättern (en alemán) (9 ediciones hasta 1936). Múnich: Franz-Eher-Verlag. 1929. OCLC 902218893.
- Revolution der Deutschen – 14 Jahre Nationalsozialismus (Reden) (en alemán). [Fotografía de la cubierta: Hein Schlecht]. Oldemburgo: Verlag Gerhard Stalling. 1933. OCLC 721132221.
- Reden aus Kampf und Sieg – „Goebbels spricht“. Schriften an die Nation (en alemán). 45/46. Oldemburgo: Verlag Gerhard Stalling. 1933. OCLC 751185319.
- Vom Kaiserhof zur Reichskanzlei. Eine historische Darstellung in Tagebuchblättern (vom 1. Januar 1932 bis zum 1. Mai 1933) (en alemán) (41 ediciones hasta 1943). Múnich: Franz-Eher-Verlag. 1934. OCLC 67486634.
- Signale der neuen Zeit. 25 ausgewählte Reden (en alemán). Múnich: Franz-Eher-Verlag. 1934. OCLC 836554927.
- Das erwachende Berlin (en alemán). [Fotomontaje: Hella Koch-Zeuthen]. Múnich: Franz-Eher-Verlag. 1934. OCLC 837007692.
- Kommunismus ohne Maske. Dr. Goebbels auf dem Reichsparteitag 1935 (en alemán). Berlín: M. Müller & Sohn. 1935. OCLC 39273097.
- Der Angriff. Aufsätze aus der Kampfzeit (en alemán). [Compilación e introducción: Hans Schwarz van Berk]. Múnich: Franz-Eher-Verlag. 1935. OCLC 80340825.
- Wetterleuchten. Aufsätze aus der Kampfzeit (en alemán). [Edición: Georg-Wilhelm Müller]. Múnich: Franz-Eher-Verlag. 1939. OCLC 632271241.
- Die Zeit ohne Beispiel. Reden und Aufsätze aus den Jahren 1939/40/41 (en alemán). Múnich: Franz-Eher-Verlag. 1941. OCLC 638198829.
- Der steile Aufstieg. Reden und Aufsätze aus den Jahren 1942/43 (en alemán). Múnich: Franz-Eher-Verlag. 1943. OCLC 792809391.

Textos inéditos
- Der Lenz und ich und Du (poesía, sin fecha)
- Der Mutter Gebet. Ein Idyll aus dem Kriege (sin fecha)
- Bin ein fahrender Schüler, ein wüster Gesell (novela, 1917)
- Judas Iscariot (drama, 1918)
- Heinrich Kämpfert (drama, 1919)
- Die Saat (drama, 1920)
- Wilhelm von Schütz als Dramatiker. Ein Beitrag zur Geschichte der Romantischen Schule (tesis, 1921)
- Der Wanderer. Ein Spiel in einem Prolog, elf Bildern und einem Epilog von Joseph Goebbels. Dem anderen Deutschland geschrieben (fragmento, iniciado en 1923, último cambio en 1927)
- Michael Voormann: Ein Menschenschicksal in Tagebuchblättern (novela, 1924)

Recopilación de sus diarios
- Fröhlich, Elke (ed.). Die Tagebücher von Joseph Goebbels (en alemán). Múnich: K. G. Saur. Archivado desde el original el 29 de septiembre de 2020. Consultado el 26 de mayo de 2019.
  - —————— (1997-2005). Teil I: Aufzeichnungen 1923–1941 (en alemán). 14 vol. ISBN 3-598-23730-8.
  - —————— (1993-1996). Teil II: Diktate 1941–1945 (en alemán). 15 vol. ISBN 3-598-21920-2.
  - —————— (2007-2008). Teil III: Register 1923–1945 (en alemán). 3 vol. ISBN 3-598-21925-3.